# 東京大空襲

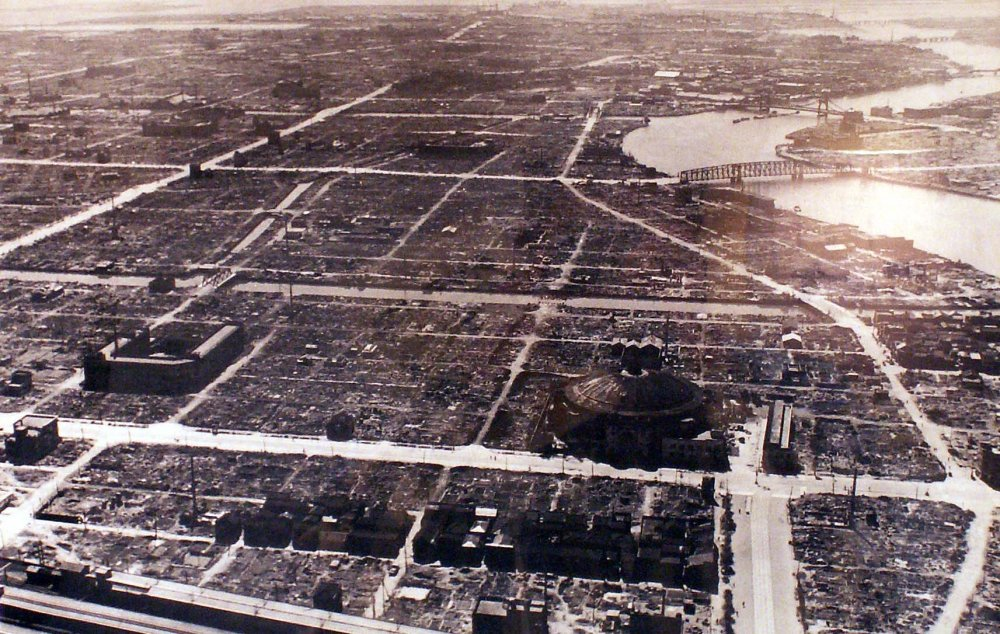
焦土と化した東京。本所区松坂町、元町（現在の墨田区両国）付近で撮影されたもの。右側にある川は隅田川、手前の丸い屋根の建物は両国国技館。

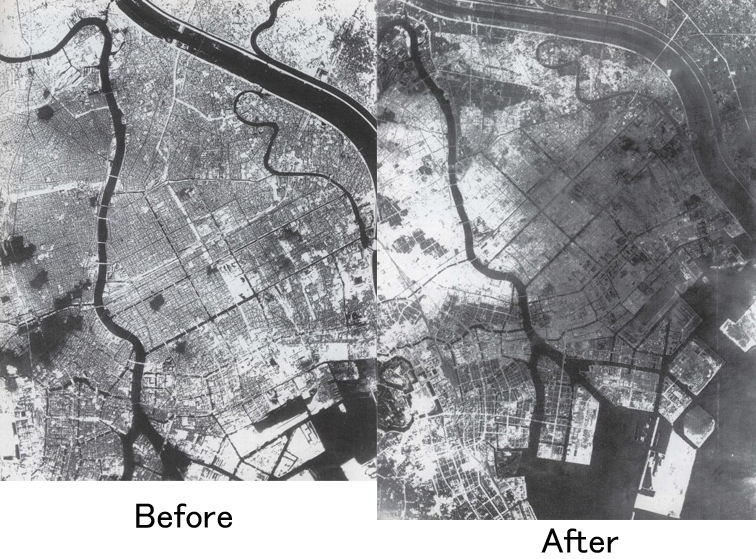
空襲前（左）と空襲後（右）の航空写真。左の縦に流れる川が隅田川、右上の川が荒川

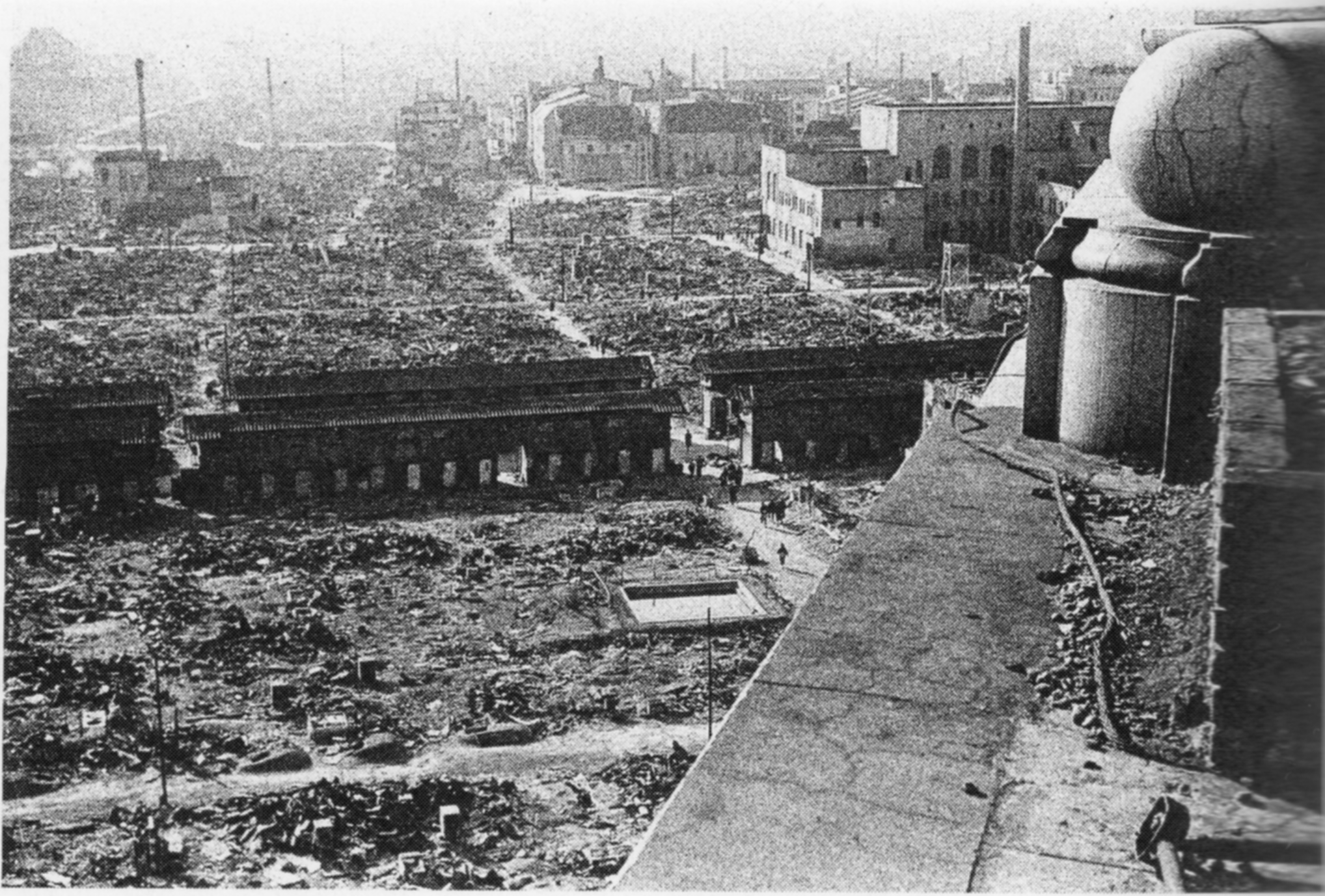
3月10日未明空襲後の浅草松屋屋上から見た仲見世とその周辺

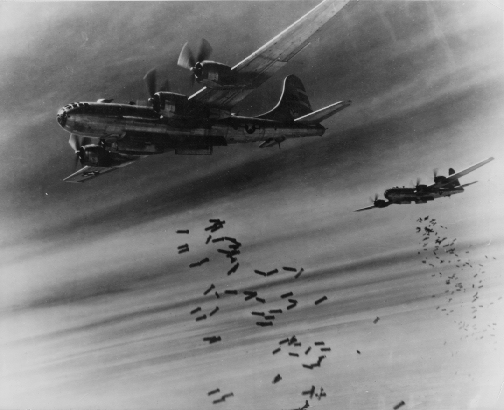
東京を空襲しているB-29爆撃機（1945年のものであるが詳細な日時は不明）

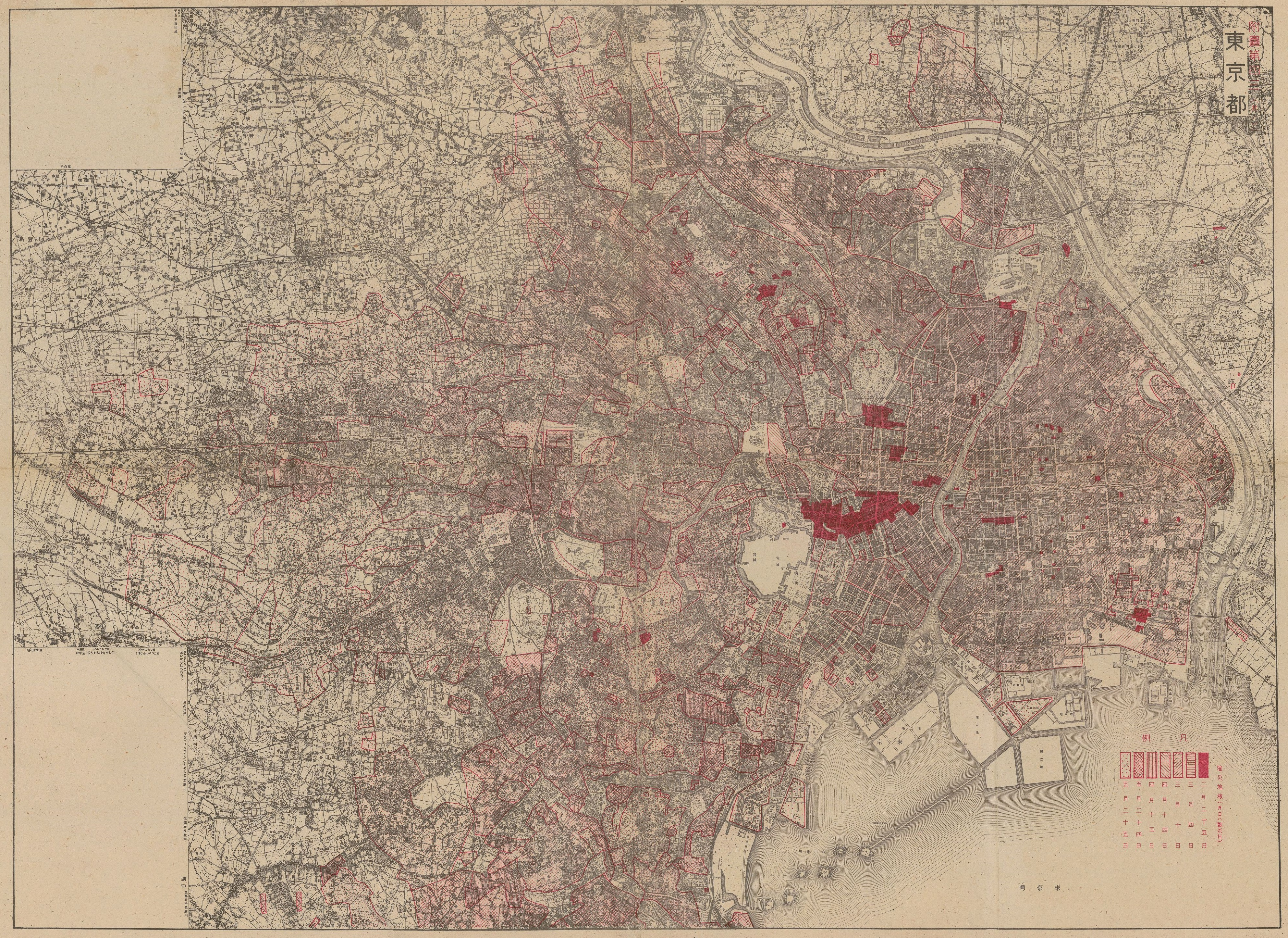
東京市（当時）の空襲被害状況をまとめた地図（戦災概況図）。空襲日ごとの罹災地域が分かる。1945年12月、戦災の概況を復員帰還者に知らせるために第一復員省が作成した。

東京大空襲（とうきょうだいくうしゅう）とは、第二次世界大戦（太平洋戦争）末期の1945年3月10日にアメリカ陸軍航空軍によって実施された、東京都区部に対するM69焼夷弾などの焼夷弾を用いた大規模な無差別爆撃である。日本各地に対する日本本土空襲、アメリカ軍による広島・長崎に対する原爆投下、沖縄戦と並んで、東京の都市部を標的とした航空爆撃作戦は、市民に大きな被害を与えた。この空襲と前後の攻撃も合わせた爆撃被災者は約310万人、確認された死者の遺体数は約10万5400人(後述解説する被害では8万3793名が死亡したなど諸説ある)、負傷者は15万人以上、損害家屋は約85万戸以上にも上るとされる。

## 概要
東京都は1944年（昭和19年）11月24日から1945年（昭和20年）8月15日まで合計106回もの空襲を受けたが、特に1945年（昭和20年）3月10日、4月13日、4月15日、5月24日未明、5月25日から26日の5回は大規模だった。
「東京大空襲」は一連の「東京空襲」の中でも、死者数が10万人以上の1945年（昭和20年）3月10日の夜間空襲（下町空襲。「ミーティングハウス二号」。Meetinghouse 2）を指す。この3月10日の空襲だけで、罹災者は100万人を超え、死者は9万5千人を超えたといわれる。なお、当時の新聞報道では「東京大焼殺」と呼称されていた。

## 対日戦略爆撃計画

### 焼夷弾爆撃有効度別地域

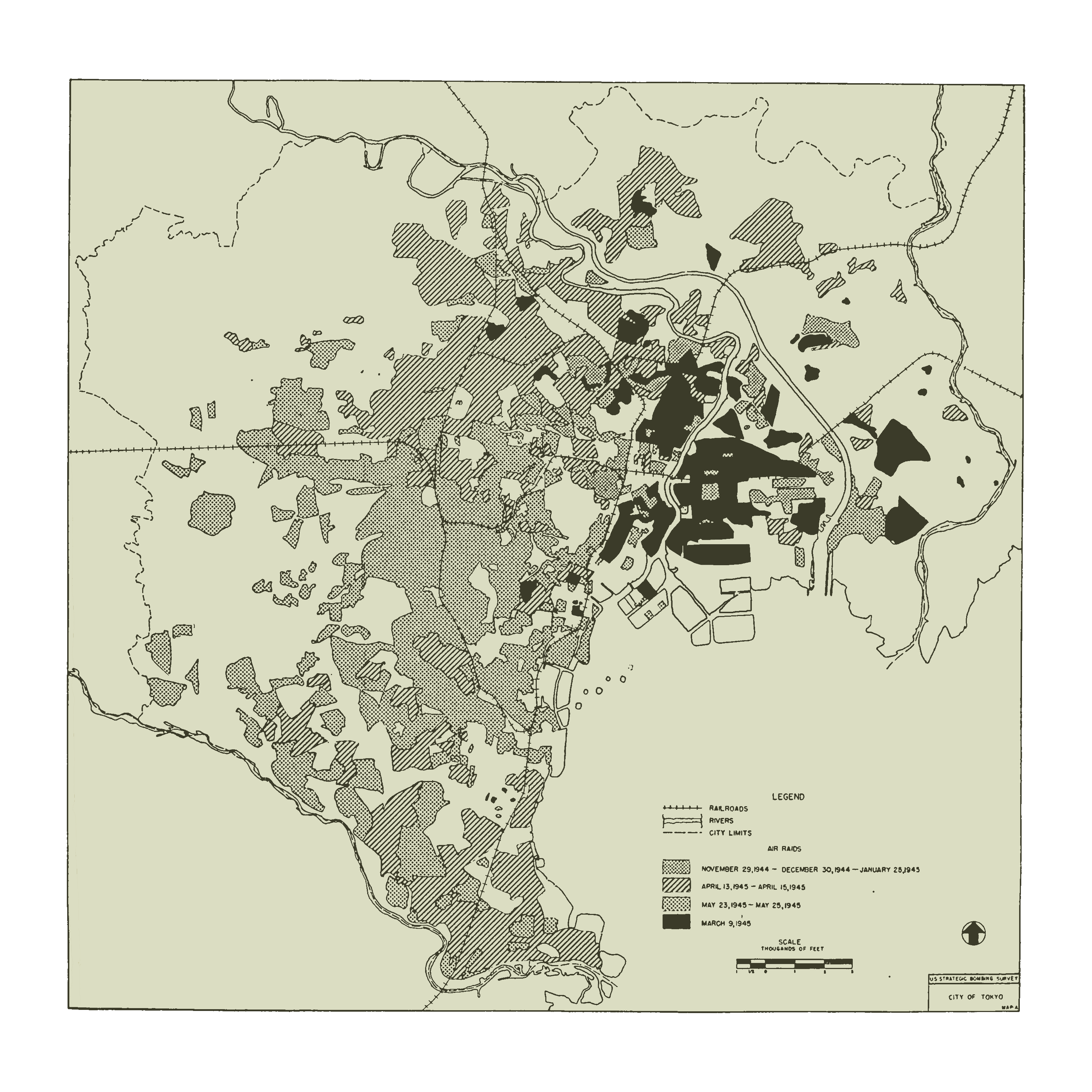
アメリカ軍による空襲計画の地図（米軍報告「東京-川崎-横浜都市複合体に対する空襲攻撃の効果」）

1942年にはナパームを使ったM69焼夷弾が開発され、1943年の国防研究委員会 (NDRC) 焼夷弾研究開発部のレポートでは、住宅密集地域に焼夷弾を投下して火災を起こし、住宅と工場も一緒に焼き尽くすのが最適の爆撃方法であるとした上で、空爆目標の日本全国20都市を選定、さらに東京、川崎、横浜など10都市については焼夷弾爆撃の有効度によって地域を以下のように区分した。
- 最有効地域1:都市中心部商店街地域、密集地域、住宅工場混在地域で1マイル四方あたりの人口密度9万1000人、都市人口の25 %を占める地域。この地域は1平方マイルあたり6トンの焼夷弾で焼き尽くすことが可能。
- 有効地域2:港湾施設、倉庫、貨車操車場などもある住宅地域、住宅工場混在地域、工場地域で1マイル四方あたり人口密度5万4000人、都市人口の46 %以上を占める地域。これは1平方マイルあたり10トンの焼夷弾で焼き尽くすことが可能。
- 非有効地域:最有効地域1、有効地域2以外の郊外の住宅地域や防火設備の整ったオフィス街を含む工場地帯。
- 空爆目標の日本全国20都市主要部はM69焼夷弾1,700トンで焼き尽くすことが可能。

### 大規模攻撃報告書
日本本土に対する空襲作戦は、綿密な地勢調査と歴史事例の研究を踏まえて立案されていった。その過程はアメリカ経済戦争局の1943年2月15日付報告書「日本の都市に対する大規模攻撃の経済的意義」に詳しい。
アメリカ軍は早くから江戸時代に頻発した江戸の大火や1923年の関東大震災の検証を行い、火元・風向き・延焼状況・被災実態などの要素が詳細に分析されていた。その結果、木造住宅が密集する日本の大都市は火災に対して特に脆弱であり、焼夷弾による空襲が最も大規模な破壊を最も効果的に与えることができると結論されていた。
具体的な空襲対象地域の選定に際しては、人口密度・火災危険度・輸送機関と工場の配置などの要素が徹底的に検討され、それを元に爆弾爆撃有効度が計算されて一覧表が作成された。ここで特に重視されたのは人口密度だった。当時の東京各区の人口は浅草区の13万5000人が最大で、これに本所区・神田区・下谷区・荒川区・日本橋区・荏原区が8万人台で次いでいた。このうち荏原区は他から離れた郊外に位置するためこれを除き、替わりに人口7万人台の深川区の北半分を加えた都心一帯が、焼夷弾攻撃地域第一号に策定された。

#### 使用爆弾

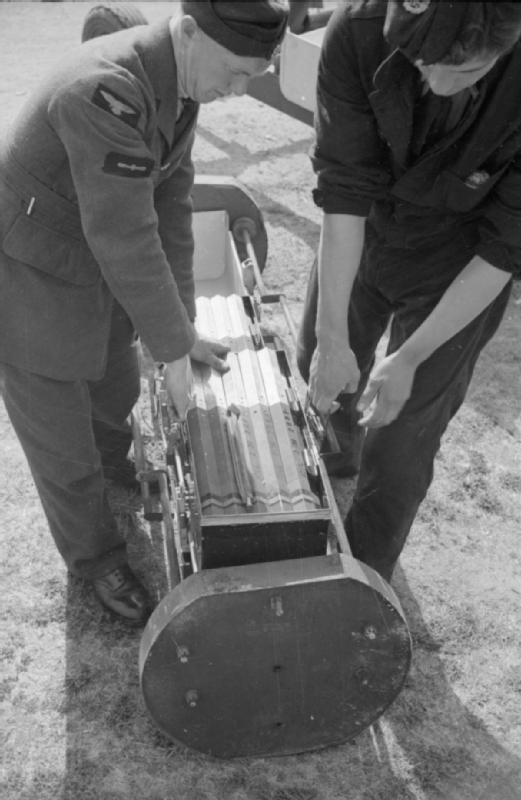
日本にも投下されたM50焼夷弾の原型であるイギリス軍の4ポンド焼夷弾（六角形をした金属製の棒状のもの）、この写真のように小型の焼夷弾を多数収束して投下した

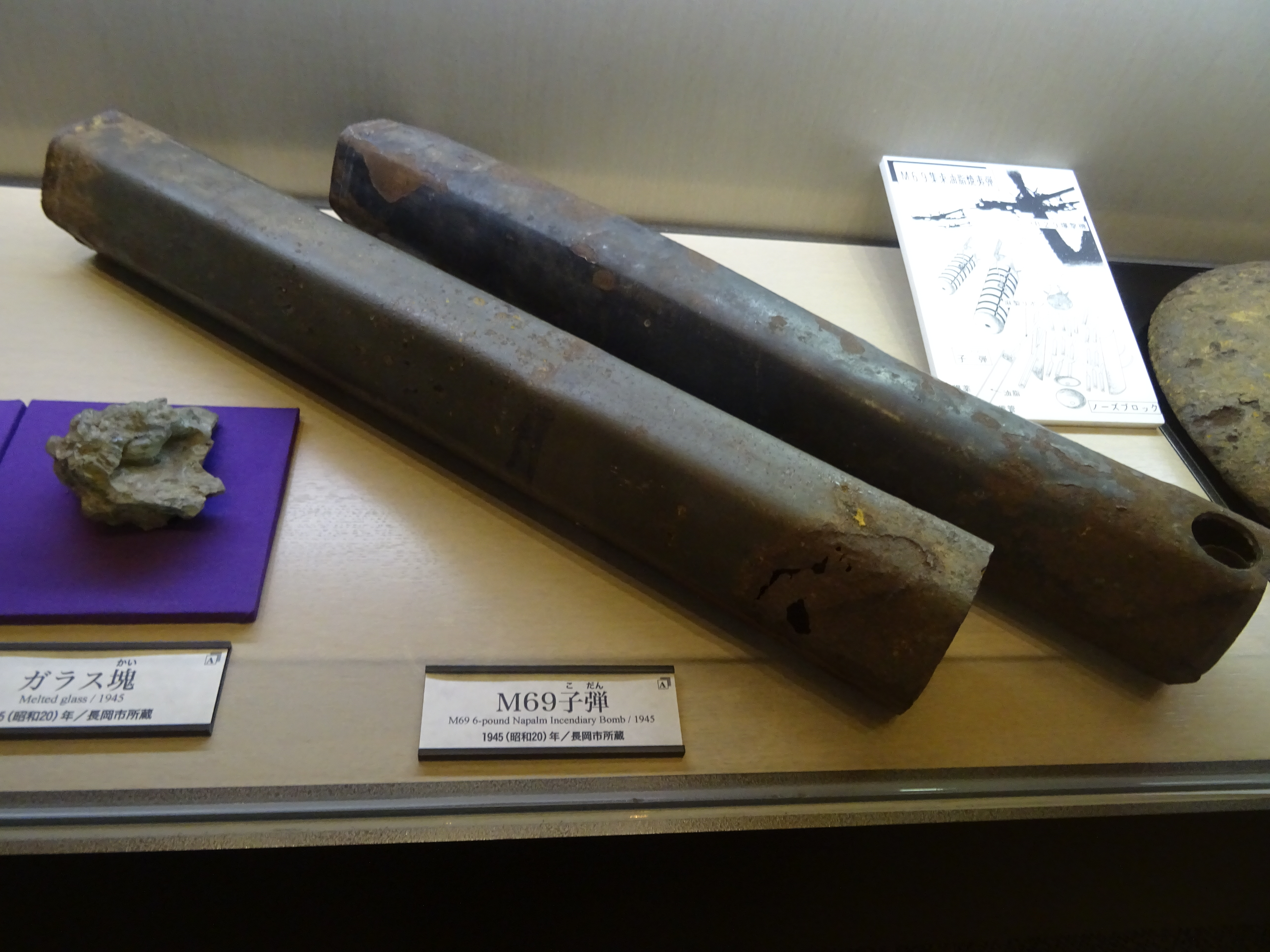
M69焼夷弾（新潟県立歴史博物館蔵）

アメリカ陸軍航空隊の伝統的なドクトリンは軍事目標に対しての精密爆撃であり、第二次世界大戦が始まった当時は航空機から投下する焼夷弾を保有していなかった。焼夷弾の開発に迫られたアメリカ軍はアメリカ陸軍航空軍司令官ヘンリー・アーノルド大将自らイギリスに飛んでイギリス軍の焼夷弾と、イギリス軍がロンドン空襲において回収していたドイツ軍の不発弾（900gマグネシウム弾）を譲り受けて焼夷弾の開発を開始した。
日本に投下された主な焼夷弾
- M47焼夷爆弾（AN－M47A2）。100ポンド（45㎏）のナパーム弾（ゲル化ガソリン）でアメリカ軍最初の焼夷弾。鉄製の弾筒内にゼリー状に加工した油脂約18㎏を封入し、弾頭に火薬を装填した。屋根を突き破って屋内に入り爆発してナパーム剤を円錐状に飛散させた[19]
- M50焼夷弾（AN－M50A2）。4ポンド（1.8㎏）のマグネシウム焼夷弾で、イギリス軍のM2焼夷弾をアメリカ陸軍が制式化したもので、アルミニウム粉末と酸化鉄を六角形の形をした筒状の金属製容器に充填している。直径5cm、長さ35cm、重量2㎏で小型の焼夷弾であり、34発が収束されていたが、一定の高度でバラバラになって落下した。元々はドイツのコンクリート建造物を破壊する目的で製造されたが、木造の家屋によく適していた[19][20]
- M69焼夷弾（AN－M69）。6.2ポンド（2.7㎏）ナパーム弾。1942年に開発されたM56尾部点火式爆弾の改良型。直径8cm、長さ50cm、でM50焼夷弾と同様に、六角形の金属製容器にゼリー状のナパーム剤とマグネシウムが充填されてあったが、通常38発が収束されてE46-500ポンド収束爆弾（クラスター爆弾）として投下された。一定の高度でバラバラになって落下したが、他の焼夷弾との相違点は水平安定板がなく、代わりに1.2ｍの「ストリーマー」と呼ばれる綿製のリボンが落下時に尾部から飛び出して、姿勢の安定と落下速度の調整を行った。日本家屋の瓦屋根を貫通させるためには激突時の速度をあまり早くする必要はなく、ストリーマーによる減速で M50焼夷弾の1/4の速度に抑えられた。このストリーマーに火がついて燃えながら落下してくることが多かったので、あたかも“火の雨”が降ってくるように見えたという。六角形の金属製容器が建物の屋根を突き破ると、導火線が作動し5秒以内にTNT火薬が炸裂、その後に混入されたマグネシウム粒子によって、布袋に入ったナパーム剤を点火し、その推力で六角形の金属製容器を30m飛ばして半径27ｍもの火の輪を作り周囲を焼き尽くした[21][20]。内部に詰められたゼリー状のナパーム剤から、この焼夷弾は「goop bomb」（ベトベト爆弾）と呼ばれていた[22]。

アメリカ軍はM69焼夷弾の開発にあたって、1943年3月にダグウェイ実験場（ユタ州）での実戦さながらの実験を行っている。その実験というのは演習場に日本式家屋が立ち並ぶ市街地を建設し、そこで焼夷弾の燃焼実験を行うといった大規模なものであったが、日本家屋の建築にあたっては、日系人の多いハワイからわざわざ資材を取り寄せ、日本に18年在住した建築家が設計するといった凝りようであり、こうして建てられた日本家屋群には日本村という名前が付けられた。M69焼夷弾のナパーム剤で炎上した日本式家屋は、日本の消防隊を正確に再現した消防隊の装備では容易に消火できず、日本に最適の焼夷弾と認定された。
3月10日の大規模空爆で使用されたナパーム弾は、ロッキーマウンテン兵器工場で製造された。

### 毒ガス散布計画案
連合国は、東京市に効果的に毒ガスを散布するための詳細な研究を行っており、散布する季節や気象条件を始めとして散布するガスの検討を行い、マスタードガス・ホスゲンなどが候補に挙がっていた。アメリカ陸軍参謀総長ジョージ・マーシャルは「我々が即座に使え、アメリカ人の生命の損失が間違いなく低減され、物理的に戦争終結を早めるもので、我々がこれまで使用していない唯一の兵器は毒ガスである」とも述べていた。アメリカ陸軍はマスタードガスとホスゲンを詰め込んださまざまなサイズの航空爆弾を86,000発準備する計画も進めていた。また、アメリカ軍は日本の農産物に対する有毒兵器の使用も計画していた。1942年にメリーランド州ベルツビルにあるアメリカ合衆国農務省研究本部でアメリカ陸軍の要請により日本の特定の農産物を枯れ死にさせる生物兵器となる細菌の研究が開始された。しかし、日本の主要な農産物である米やサツマイモなどは細菌に対して極めて抵抗力が強いことが判明したので、細菌ではなく化学物質の散布を行うこととなり、実際に日本の耕作地帯にB-29で原油と廃油を散布したが効果はなかった。さらに検討が進められて、2,4-ジクロロフェノキシ酢酸を農作物の灌漑用水に散布する計画も進められた。
人間に対して使用する細菌兵器の開発も進められた。炭疽菌を充填するための爆弾容器100万個が発注され、ダウンフォール作戦までにはその倍以上の数の炭疽菌が充填された爆弾が生産される計画であった。これら生物兵器や化学兵器の使用について、1944年7月にダグラス・マッカーサー大将たちとの作戦会議のためハワイへ向かうフランクリン・ルーズベルト大統領を乗せた重巡洋艦ボルチモア艦内で激しい議論が交わされた。合衆国陸海軍最高司令官（大統領）付参謀長ウィリアム・リーヒは「大統領閣下、生物兵器や化学兵器の使用は今まで私が耳にしてきたキリスト教の倫理にも、一般に認められている戦争のあらゆる法律にも背くことになります。これは敵の非戦闘員への攻撃になるでしょう。その結果は明らかです。我々が使えば、敵も使用するでしょう」とルーズベルトに反対意見を述べたが、ルーズベルトは否定も肯定もせず曖昧な返事に終始したという。結局、生物兵器や化学兵器が使われる前に戦争は終結した。

## 空襲の経過

### 背景

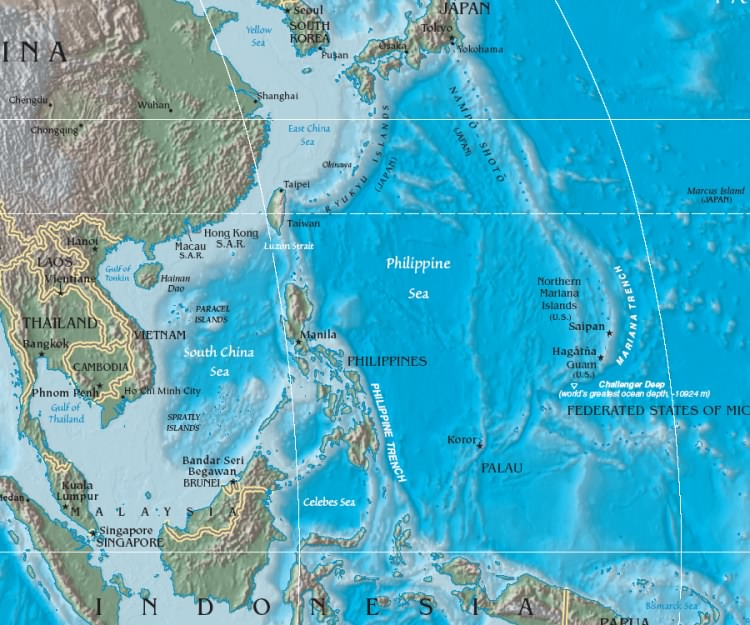
フィリピン海（図中央）の東に位置するマリアナ諸島。南端はグアムで、北には小笠原諸島があり、伊豆・小笠原・マリアナ島弧を形成している。

1942年4月18日に、アメリカ軍による初めての日本本土空襲となるドーリットル空襲が航空母艦からのB-25爆撃機で行われ、東京も初の空襲を受け、荒川区、王子区、小石川区、牛込区が罹災した。死者は39人。
1943年8月27日、アメリカ陸軍航空軍司令官ヘンリー・アーノルド大将は日本打倒の空戦計画を提出、日本都市産業地域への大規模で継続的な爆撃を主張、焼夷弾（ナパーム弾）の使用に関しても言及。この時、アーノルドは科学研究開発局長官ヴァネヴァー・ブッシュから「焼夷攻撃の決定の人道的側面については高レベルで行われなければならない」と注意されていたが、アーノルドが上層部へ計画決定要請を行った記録はない。
1944年からのマリアナ・パラオ諸島の戦いでマリアナ諸島に進出したアメリカ軍は、6月15日にサイパンの戦いでサイパン島に上陸したわずか6日後、まだ島内で激戦が戦われている最中に、日本軍が造成したアスリート飛行場を占領するや、砲爆撃で開いていた600個の弾着穴をわずか24時間で埋め立て、翌日にはP-47戦闘機部隊を進出させている。その後、飛行場の名称を上陸3日前にサイパンを爆撃任務中に日本軍に撃墜され戦死したロバート・H・イズリー中佐に因んでコンロイ・イズリー飛行場（現在サイパン国際空港）改名、飛行場の長さ・幅を大幅な拡張工事を行い新鋭爆撃機B-29の運用が可能な飛行場とし、10月13日に最初のB-29がイズリー飛行場に着陸した。同様に、グアムでも8月10日にグアムの戦いでアメリカ軍が占領すると、日本軍が造成中であった滑走路を利用してアンダーセン空軍基地など3か所の飛行場が建設され、8月1日に占領したテニアン島にもハゴイ飛行場（現・ノースフィールド飛行場）とウエストフィールド飛行場（現在テニアン国際空港）が建設された。ドーリットル空襲後、東京への空襲は途絶えていたが、これらの巨大基地の建設によりB-29の攻撃圏内に東京を含む日本本土のほぼ全土が入るようになった。日本ではマリアナ諸島陥落の責任を東条内閣に求め、1944年7月18日に内閣総辞職した。

### サン・アントニオ作戦

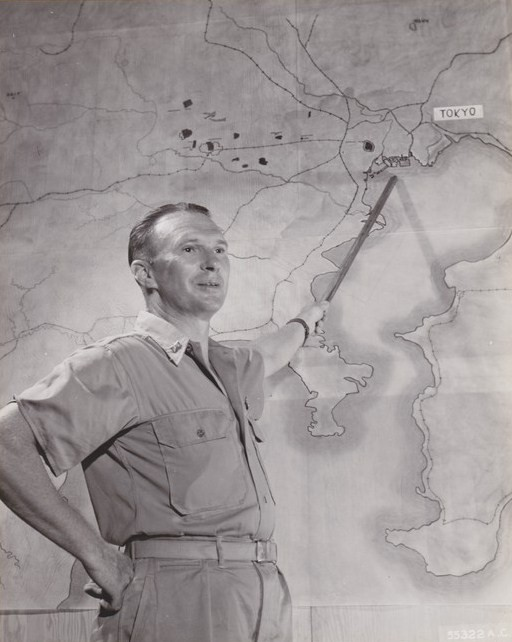
1944年11月のブリーフィングで地図上の東京を指し示す第21爆撃機集団司令ヘイウッド・ハンセル准将

1944年10月12日、マリアナ諸島でB-29を運用する第21爆撃集団が新設されて、司令官には第20空軍の参謀長であったヘイウッド・ハンセル准将が任命された。ハンセルはマリアナに向かう第一陣のB-29の1機に搭乗して早々にサイパン島に乗り込んだ。第20爆撃機集団が中国を出撃基地として1944年6月15日より開始した九州北部への爆撃は、八幡製鐵所などの製鉄所を主目標として行われていたが、これまでの爆撃の効果を分析した結果、日本へ勝利するためにはまずは航空機工場を破壊した方がいいのではないかという結論となった。当時の日本の航空機産業は、三菱重工業、中島飛行機、川崎航空機工業の3社で80％のシェアを占めていたが、その航空機工場の大半が、東京、名古屋、大阪などの大都市に集中しており、新たな爆撃目標1,000か所がリストアップされたが、その中では三都市圏の航空機工場が最優先目標とされた。次いで、都市地域市街地が目標としてリストアップされたが、都市地域は、主要目標である航空機工場が雲に妨げられて目視による精密爆撃ができない場合に、雲の上からレーダー爆撃するための目標とされていた。同時に都市圏の爆撃については、精密爆撃だけではなく、焼夷弾による絨毯爆撃も行って、その効果を精密爆撃の効果と比較する任務も課せられた。したがってアメリカ軍はマリアナ諸島からの出撃を機に都市圏への焼夷弾による無差別爆撃に舵をきっていたことになる。
1944年11月1日にB-29の偵察型F-13のトウキョウローズがドーリットル以来東京上空を飛行した。日本軍は帝都初侵入のB-29を撃墜してアメリカ軍の出鼻をくじこうと陸海軍の戦闘機多数を出撃させたが、高度10,000ｍ以上で飛行していたので、日本軍の迎撃機はトウキョウローズを捉えることができなかった。なかには接敵に成功した日本軍機もあり、40分以上もかけてようやく高度11,400ｍに達しトウキョウローズを目視したが、トウキョウローズはさらにその上空を飛行しており攻撃することはできず、ゆうゆうと海上に離脱していった。この日はほかにも、のち戦時公債募集キャンペーンにも用いられたヨコハマヨーヨーなど合計3機が、B-29としては初めて東京上空を飛行した。これらの機が撮影した7,000枚もの偵察写真がのちの東京空襲の貴重な資料となった。この後もF-13は東京初空襲まで17回に渡って偵察活動を行ったが、日本軍が撃墜できたF-13はわずか1機に過ぎなかった。この夜に日本軍は、対連合軍兵士向けのプロパガンダ放送「ゼロ・アワー」で女性アナウンサー東京ローズに「東京に最初の爆弾が落とされると、6時間後にはサイパンのアメリカ人は一人も生きていないでしょう」という警告を行わせているが、B-29の東京侵入を防ぐことが不可能なのは明らかとなった。
11月11日に予定していた東京初空襲は天候に恵まれず延期が続いていたが、11月24日にようやく天候が回復したため、111機のB-29がそれぞれ2.5トンの爆弾を搭載して出撃した。主要目標は中島飛行機の武蔵製作所であった。作戦名は「サン・アントニオ1号作戦」と名付けられた。1号機の「ドーントレス・ドッティ」には第73爆撃航空団司令のエメット・オドネル准将が乗り込んで、機長を押しのけて自ら操縦桿を握った。東京上空はひどい天候であったが、特にB-29の操縦員を驚かせたのが、高高度を飛行中に120ノット（220㎞/h）で吹き荒れていた強風であった。これはのちにジェット気流であることが判明したが、その強風にのったB-29は対地速度が720㎞/hにもなり、目標に到達できなかったり、故障で爆撃を断念する機が続出した。このジェット気流はこのあともB-29を悩ませることになった。出撃したB-29の111機のうち、主要目標の武蔵製作所に達したのはわずか24機であり、ノルデン爆撃照準器を使って工場施設に限定精密照準爆撃を行なったが、投下した爆弾が目標から大きく外れるなどした結果、命中率は2%程度で、主要目標の工場施設の損害は軽微であった。主要目標に達することができなかった64機は2次目標であった港湾及び東京市街地へ爆弾を投弾したが、うち35機が雲の上からのレーダー爆撃で正確性を欠き、被害は少なく、死者57人と負傷者75人が生じた。
東部軍司令部には、小笠原諸島に設置されたレーダーや対空監視所から続々と大編隊接近の情報が寄せられたため、明らかに東京空襲を意図していると判断、隷下の第10飛行師団に迎撃を命じ、正午に空襲警報を発令した。迎撃には陸軍航空隊のほか、第三〇二海軍航空隊も加わり、鍾馗、零戦、飛燕、屠龍、月光といった多種多様な100機以上が、途中で17機が引き返し94機となったB-29に襲い掛かったが、B-29は9,150ｍの高高度で進行してきたため、日本軍機や高射砲弾の多くがその高度までは達せず、東京初空襲で緊張していたB-29搭乗員らは予想外の日本軍の反撃の低調さに胸をなでおろしている。それでも日本軍は震天制空隊の見田義雄伍長の鍾馗の体当たりにより撃墜した1機を含めて撃墜5機、損傷9機の戦果と未帰還6機を報じたが、アメリカ側の記録によれば体当たりによる損失1機と故障による不時着水1機の合計2機の損失としている。
1944年11月29日深夜から30日未明にかけて、第73爆撃航空団所属29機が初めて東京市街地へ夜間爆撃を行った。名目上は東京工業地帯が目標とされたが、実際は「サン・アントニオ1号作戦」や11月27日に行われた「サン・アントニオ2号作戦」と異なり、航空機工場などの特定の施設を目標としない東京の市街地への無差別焼夷弾攻撃であり、のちの東京への大規模焼夷弾攻撃に通じるものであった。作戦名は「ブルックリン1号作戦」と名付けられ、B-29は11月29日22時30分から11月30日5時50分にかけて数次の波状攻撃で神田区や日本橋区を爆撃し、火災は夜明けまで続いた。10,000ｍからの高高度爆撃ながら、この日の東京は雨が降っており雲の上からのレーダー爆撃となったこと、攻撃機数が少なかったことから被害は、死者32人、家屋2,952戸と限定的であったが、日本軍も雨天によりまともな迎撃ができず、B-29の損失は、ハロルド・M・ハンセン少佐指揮の機体番号42-65218機のみであった。

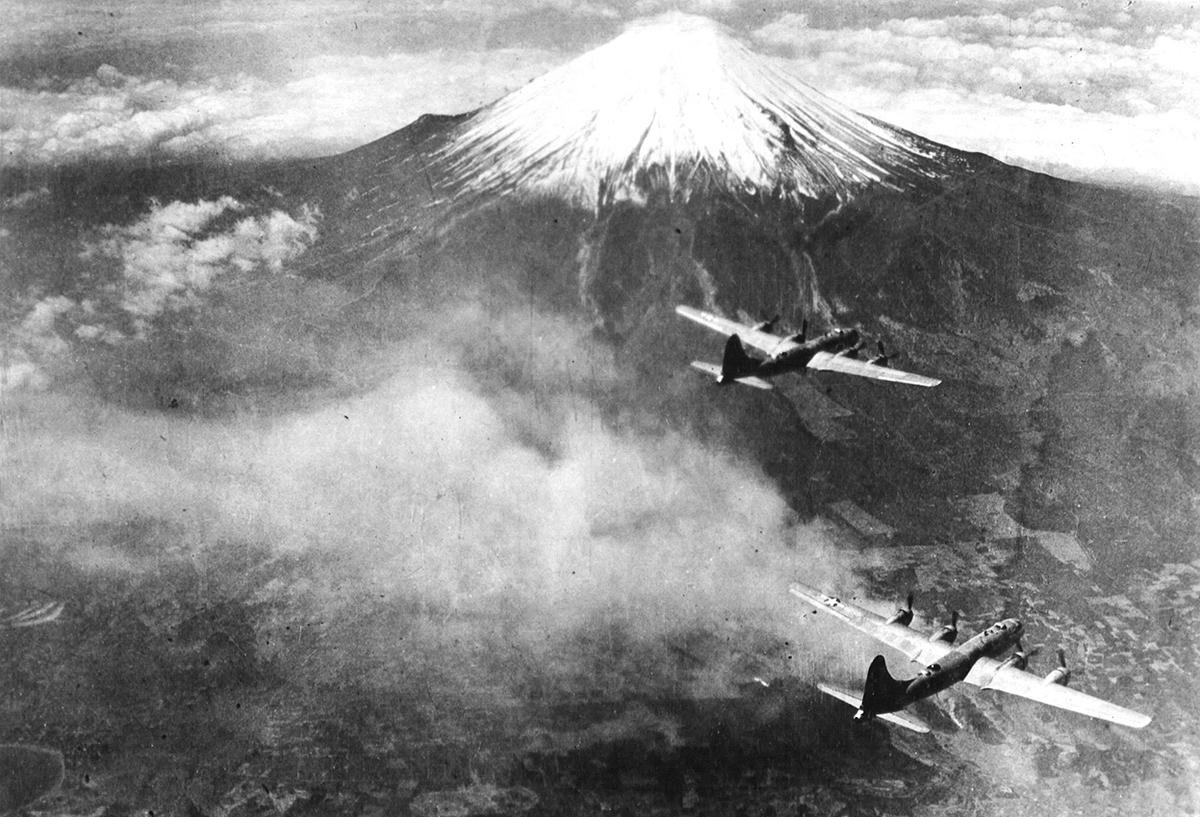
富士山を見下ろしながら飛行するB-29、東京侵入の第一の目印は富士山であった

その後も12月3日の「サン・アントニオ3号作戦」で主要目標の武蔵製作所を爆撃できなかったB-29が、杉並区、板橋区などの市街地に爆弾を投弾し死者184人が生じたが、このように主要目標は航空機工場などの軍事目標としながら、主要目標に爆撃できなかったB-29による市街地への爆撃が恒常化し、1944年の年末までに東京市街地へは10回の空襲があったが、心理的効果はあったものの実質的な効果は少なかった。一方で東京以外での航空機工場に対する高高度精密爆撃は効果を挙げつつあり、12月13日のB-29の75機による名古屋の三菱発動機工場に対する空襲（メンフィス1号作戦）は8,000ｍから9,800ｍの高高度からの精密爆撃であったが、投下した爆弾の16％は目標の300ｍ以内に命中、工場設備17％が破壊されて246名の技術者や作業員が死亡、同工場の生産能力は月産1,600台から1,200台に低下した。12月18日にも再度ハンセルは名古屋爆撃を命じたが、今回の目標は三菱の飛行機組み立て工場であった。63機のB-29は目標の殆どが雲に覆われていたため、前回と同じ8,000ｍから9,850ｍの高高度からレーダー爆撃を行ったが、爆撃精度は高く、工場の17％が破壊されて作業員400名が死傷し10日間の操業停止に追い込まれた。この2日間のB-29の損失は合わせて8機であった。
ハンセルによる高高度精密爆撃がようやく成果を上げていたころ、この2回目の名古屋空襲と同じ1944年12月18日に、第20爆撃集団司令官カーチス・ルメイ准将は、焼夷弾を使用した大都市焼夷弾無差別爆撃の実験として、日本軍占領下の中国漢口市街地に対して中国成都基地を出撃した84機のB-29に500トンもの焼夷弾を投下を命じた（漢口大空襲）。漢口はその後3日にわたって燃え続けて市街の50％を灰にして、漢口の中国人住民約20,000人が死亡した。この爆撃により、市街地への無差別爆撃の有効性が証明されて、ルメイは自信をつけ、上官のアーノルドはルメイを高く評価することとなった。
漢口で焼夷弾による無差別爆撃の効果が大きいと判断した第20空軍は、参謀長ローリス・ノースタッド准将を通じてハンセルに名古屋市街への全面的な焼夷弾による無差別爆撃を指示した。ハンセルは市街地への無差別焼夷弾爆撃の効果に懐疑的であり、アーノルドに対して「我々の任務は、主要な軍事、工業目標に対して精密爆撃を行うことで、市街地への焼夷弾攻撃は承服しがたい」と手紙を書いて直接抗議したが、アーノルドはノースタッドを通じて、焼夷弾による無差別爆撃はあくまでも実験であり「将来の計画の必要性から出た特別の要求に過ぎない」と説いて、ハンセルは納得しないままで、翌1945年1月3日に、アーノルドの命令通りに名古屋の市街地への実験的な焼夷弾攻撃を97機のB-29により行ったが、死者70人、負傷者346人、被害戸数3,588戸と被害は限定的であり、日本側には空襲恐れるに足らずという安心感が広まることになった。
年も押し迫った1944年12月27日にハンセルは今年1年の総括を「その結果は頼もしいものであるが。我々が求めている標準には遠く及ばない」「我々はまだ初期の実験段階にある。我々は学ぶべきことの多くを、解決すべき多くの作戦的、技術的問題を抱えている。しかし、我々の実験のいくつかは、満足とまではいかないとしても、喜ばしい結果を得ており、B-29は偉大な戦争兵器であることを立証した」と報道関係者に発表したが、この見解はアーノルドを失望させた。アーノルドはすでにB-29は実験段階を終えて戦争兵器としての価値を確立しており、それはルメイの第20爆撃集団が証明しつつあると考えていたので、ハンセルの見解とは全く異なっていた。また、アーノルドはかつて「私はB-29がいくらか墜落することは仕方ないと思っている。しかし空襲のたびに3機か4機失われている。この調子で損失が続けば、その数は極めて大きなものとなるだろう。B-29を戦闘機や中型爆撃機やB-17フライング・フォートレスと同じようにあつかってはならない。B-29は軍艦と同じように考えるべきである。原因を完全に分析もせずに軍艦をいっぺんに3隻、4隻と損失するわけにはいかない。」とハンセルを叱責したこともあった。18万ドルのB-17に対して、B-29の調達価格は63万ドルと、高価な機体であったのにもかかわらず、挙げた成果に見合わない大きな損害を被ったハンセルに対する不信感もあって、前々から検討してきた通りにハンセルを更迭しルメイにB-29を任せることにしている。
1945年元旦、アーノルドは、ハンセルに更迭を伝えるため参謀長のノースタッドをマリアナに派遣し、また指揮権移譲の打ち合わせのためルメイもマリアナに飛ぶよう命じた。この3人はお互いをよく知った仲であり、ノースタッドは第20空軍の参謀長をハンセルから引き継いでおり、2人は個人的にも親しかった。またルメイはヨーロッパ戦線でハンセルの部下として働いたこともあった。3人とそれぞれの幕僚らは1月7日に手短な打ち合わせを行って、ルメイは一旦インドに帰った。1945年1月20日、ハンセルを更迭し、その後任に中国でB-29を運用してきたルメイを任命する正式な辞令が発令された。第20爆撃集団はルメイ離任後にはクアラルンプールに司令部を移して、日本本土爆撃を中止し、小規模な爆撃を東南アジアの日本軍基地に継続したが、1945年3月には最後まで残っていた第58爆撃団がマリアナに合流している。
戦後ハンセルは「もし自分が指揮を執り続けていたら大規模な地域爆撃（無差別爆撃）を行わなかっただろう。自分の罷免は精密爆撃から地域爆撃への政策転換の結果である」と語っているが、実際はハンセルの任期中でも、あくまでも主目標は航空機工場などの軍事的目標としながら、東京の市街地へも焼夷弾攻撃を行ったり、アーノルドからの圧力とはいえ、市街地への無差別爆撃の準備を進め実験的に実行していた。

### ミーティングハウス作戦

#### 1号作戦

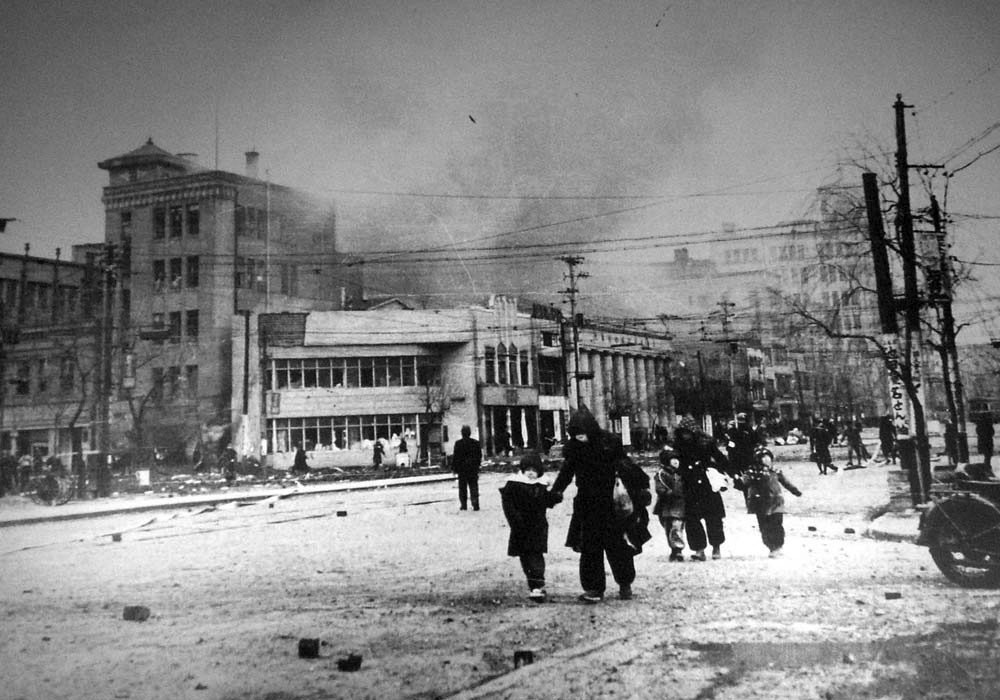
1945年1月27日の空襲で数寄屋橋上を逃げ惑う親子、この日の爆撃の主目標は中島飛行機武蔵製作所であったが、市街地も爆撃されて大きな損害が生じた

1945年1月27日、B-29は中島飛行機武蔵製作所を爆撃するため76機が出撃したが（エンキンドル3号作戦）、うち56機が第2次目標の東京市街地である有楽町・銀座地区を爆撃した。この空襲はのちに「銀座空襲」と呼ばれたが、被害は広範囲に及び有楽町駅は民間人の遺体で溢れるなど、死者539人、負傷者1,064人、全半壊家屋823戸、全半焼家屋418戸、罹災者4,400人と今までで最大の被害が生じた。日本軍も激烈に迎撃し、B-29撃墜22機を報じ、12機の戦闘機を失った。アメリカ軍の記録ではB-29の損失は9機であった。
1945年2月25日、当日に行われる予定のアメリカ海軍高速空母部隊の艦載機による爆撃と連携して、B-29は中島飛行機武蔵製作所を高高度精密爆撃する計画であったが、気象予報では日本の本州全域が雲に覆われており、目視での精密爆撃は無理と判断されたため、急遽、爆撃目標を武蔵製作所から東京の市街地へと改められた。進路も侵入高度もそのまま武蔵野製作所爆撃のものを踏襲したが、使用弾種の9割に焼夷弾が導入された。「エンキンドル3号作戦」と異なる点は、最初からB-29全機が東京の市街地を目標として焼夷弾攻撃を行うことであった。
作戦名はミーティングハウス1号（Meetinghouse）とされたが、このミーティングハウスというのは、東京の市街地のうちで標的区画「焼夷地区」として指定した地域の暗号名で、1号というのはその目標に対する1回目の攻撃を意味していた。ミーティングハウス1号作戦では、それまでで最多の229機が出撃し、神田駅を中心に広範囲を焼失させて、神田区、本所区、四谷区、赤坂区、日本橋区、向島区、牛込区、足立区、麹町区、本郷区、荒川区、江戸川区、渋谷区、板橋区、葛飾区、城東区、深川区、豊島区、滝野川区、浅草区、下谷区、杉並区、淀橋区空襲、死者195人、負傷者432人、被害家屋20,681戸と人的被害は「銀座空襲」より少なかったが、火災による家屋の損害は大きかった。宮城も主馬寮厩仕合宿所が焼夷弾によって焼失し、局、大宮御所、秩父宮御殿などが被害にあった。
ミーティングハウス1号作戦は、天候による目標の急遽変更によるもので、攻撃方法も、この後の低空からの市街地への無差別焼夷弾攻撃とは全く異なるものであり、直接の関連はなく、この日に出撃したB-29の搭乗員らにも特別な説明もなく、あくまでも、これまでの出撃の延長線のような認識であった。作戦中は常に悪天候であり、また急遽作戦目標を変更したこともあってか、B-29は編隊をまともに組むことができず、17機の編隊で整然と爆撃した部隊もあれば、まったく単機で突入した機もある始末で全く統制がとれていなかったので成果は期待外れであったが、結果的には、3月10日から開始される市街地への大規模な無差別焼夷弾爆撃の予告となるような作戦となった。悪天候とB-29の統制が取れていなかった分、日本軍の迎撃も分散してしまい、この日のB-29の損失は空中衝突による2機のみであった。雲上からの空襲で多くの家屋が焼失したのに対してまともな迎撃ができなかった日本軍は、東京都民の間に沸き起こりつつあった「軍防空頼むに足らず」という感情を抑え込むために、特に悪天候時にも迎撃機が出動できるようレーダーの強化を図る必要性に迫られた。
1945年2月26日から28日までの時期のB-29による東京空襲は、昼間に8000メートル程度の高高度を編隊で飛びながらノルデン爆撃照準器による目視照準を主用し、悪天候時には雲より高空からレーダー照準を活用する精密爆撃を意図したものだった。工場などが目標のため、使用弾種も焼夷弾ではなく通常爆弾が中心だった。攻撃隊は東京西部からジェット気流に従って侵入し爆撃を行うのが通例で、悪天候で攻撃目標を捉えられない場合にはそのまま東進して市街地を爆撃することがあった。

#### 2号作戦

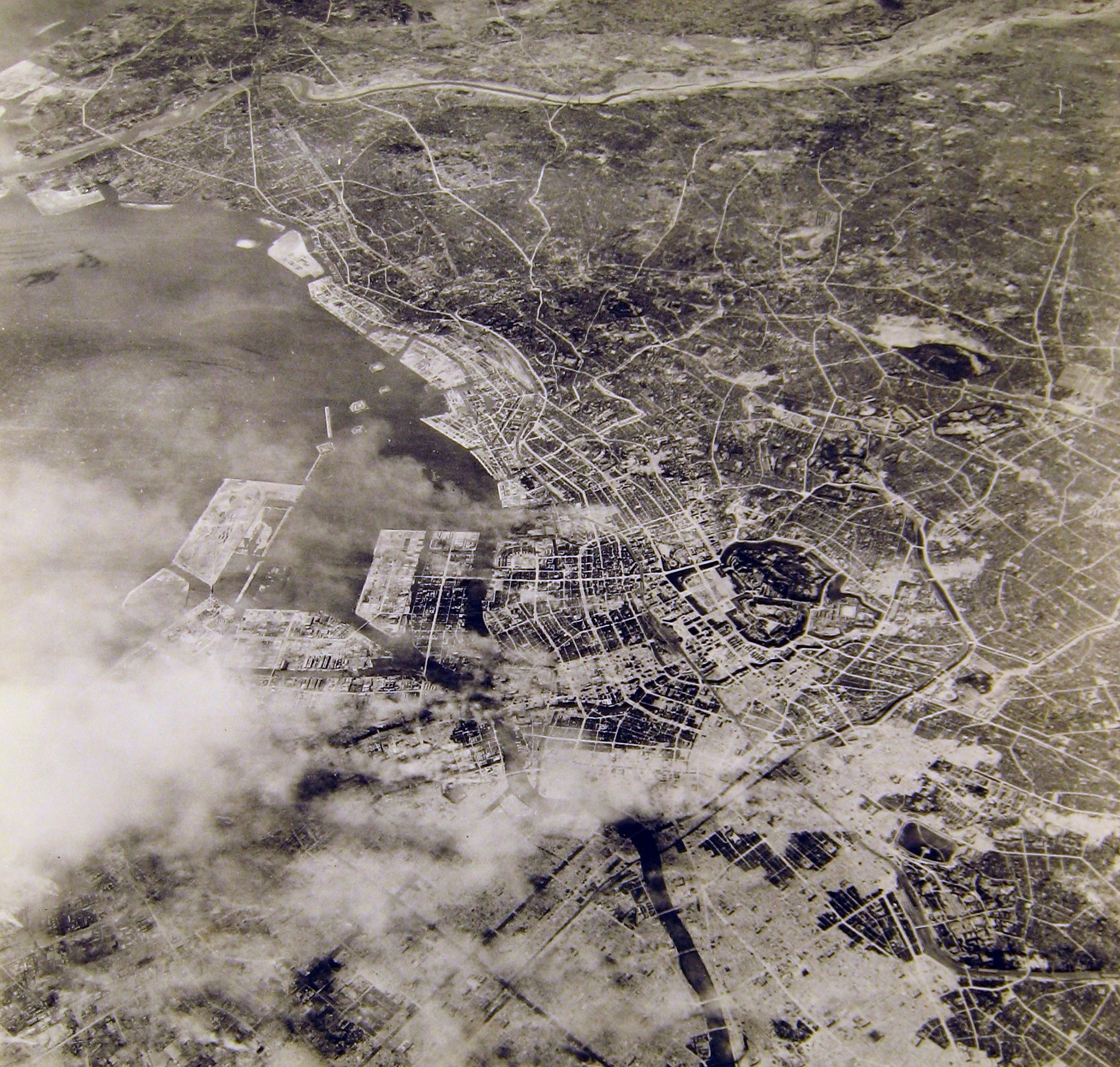
1945年3月10日、空襲直後の日中の東京

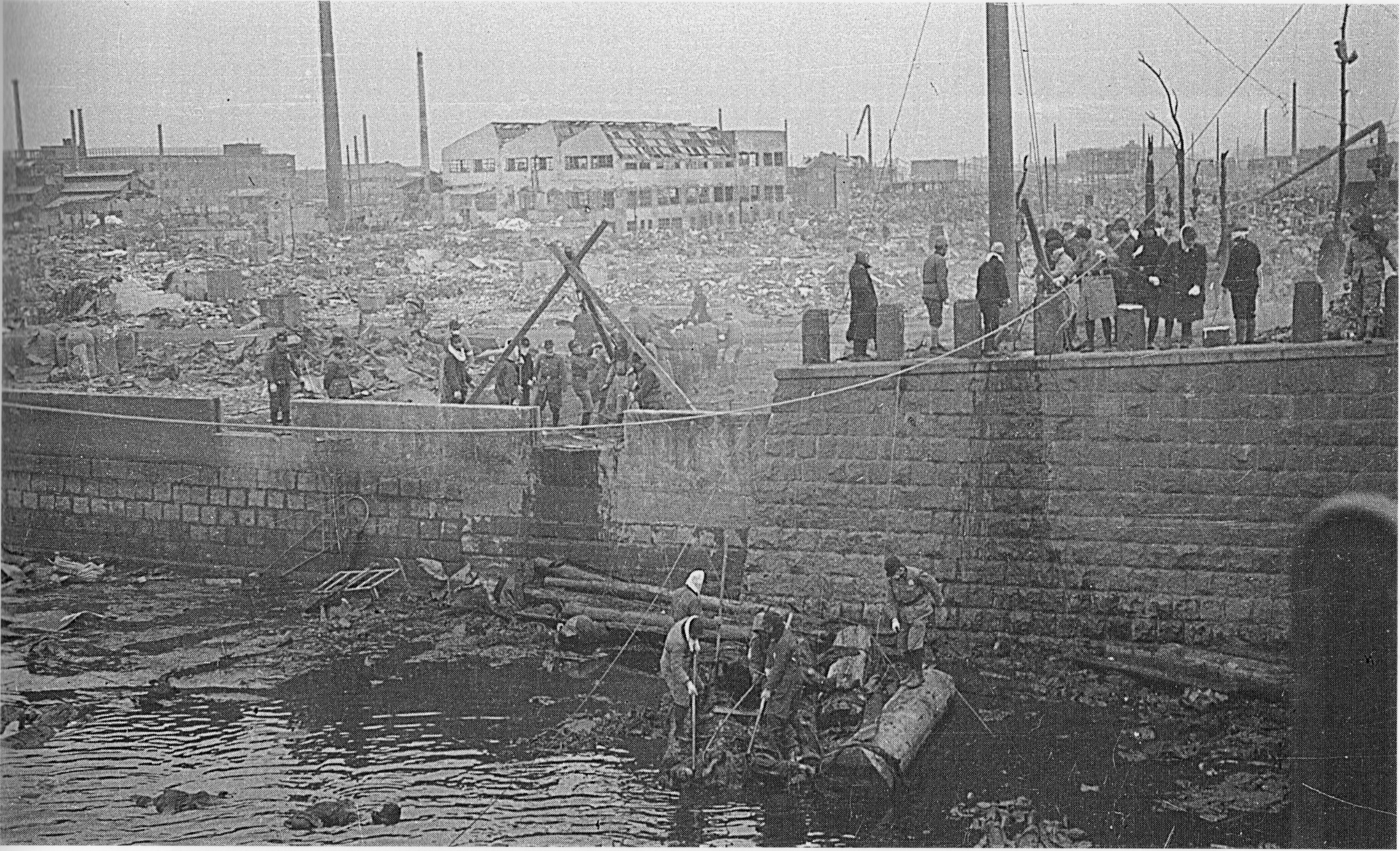
本所区菊川橋付近での水死者の遺体の引上（石川光陽撮影）

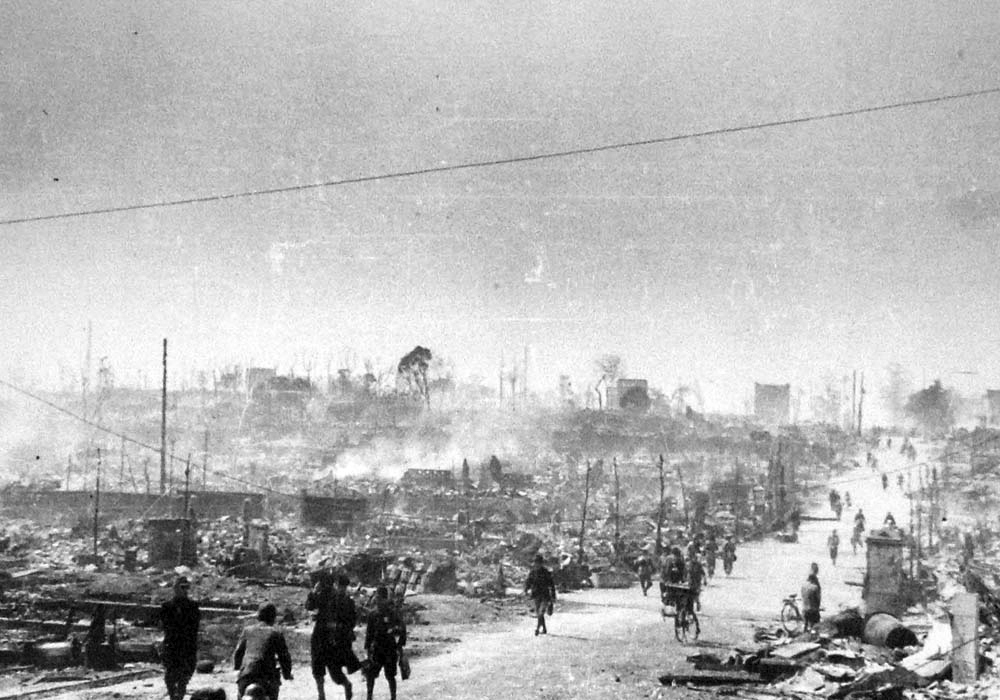
鎮火後の街の風景（石川光陽撮影）

1945年1月20日に着任したルメイも、高高度昼間精密爆撃はアメリカ陸軍航空隊の伝統的ドクトリンであり、前任者ハンセルの方針を踏襲していたが、工場に対する高高度精密爆撃はほとんど効果がなく、逆に1月23日の名古屋の三菱発動機工場への爆撃（エラディケート3号作戦）と1月27日に行った中島飛行機武蔵製作所への爆撃（エンキンドル3号作戦）で合計11機のB-29を失うという惨めな結果に終わった。1945年2月までにアメリカ軍は、中国からの出撃で80機、マリアナ諸島からの出撃で78機、合計158機のB-29を失っており、ルメイはあがらぬ戦果と予想外の損失に頭を悩ませていた。信頼していたルメイも結果を出せないことに業を煮やしたアーノルドは、また、ノースタッドをマリアナに派遣してルメイを「やってみろ。B-29で結果を出せ。結果が出なかったら、君はクビだ」「結果が出なかったら、最終的に大規模な日本上陸侵攻になり、さらに50万人のアメリカ人の命が犠牲になるかも知れんのだ」と激しい言葉で叱咤した。
アーノルドに叱咤されたルメイは大胆な作戦方針の変更を行うこととした。偵察写真を確認したルメイは、ドイツ本土爆撃で悩まされた高射機関砲が日本では殆ど設置されていないことに気が付いた。そこでルメイは爆撃高度を思い切って高度9,000ｍ前後の高高度から3,000ｍ以下に下げることにした。高射機関砲が少ない日本では爆撃高度を下げても損失率は上がらないと考えたからである。そして、爆撃高度を下げることによる下記の利点が想定された。
1. ジェット気流の影響を受けないこと。平均風速300㎞/ｈ、最大時では500㎞/hに達するジェット気流は高度10,000ｍぐらいに一番強く吹いていたが、ちょうどその高度はB-29による高高度爆撃の高度にあたっていたため、ジェット気流に逆行するときには、ひどいときには対地速度が0になり、B-29が空中に浮かんでいる凧同然になっていることもあった[82]
2. エンジン負荷軽減で燃料を節約し多くの爆弾を積めること
3. 爆撃の精度が格段に向上すること。アメリカ軍は弾道学に基づいて精密に計算して作成したデーターブックを使用していたが、高高度爆撃ではジェット気流の影響もあって何の役にも立っておらず、精密爆撃の精度を低下させる最大要因となっていた[82]
4. 高高度爆撃では好天を待たなければならなかったが、爆撃高度を下げれば雲の下を飛行すればよく、出撃日を増加できることができた

ルメイの分析を後押しするように、アメリカ軍の情報部は、今までの日本本土への空襲を検証して、1,500ｍ以上では日本軍の高射機関砲は殆ど効果がなく、高射砲は3,000ｍ以下の高度はレーダー照準による命中率が大幅に低下していることを突き止め、爆撃高度は1,500ｍから2,400ｍの間がもっとも効果が高いと分析した。ルメイの作戦変更には漢口大空襲での成功体験も後押しとなった。
しかし低空では日本軍戦闘機による迎撃が強化されるので夜間爆撃とした。夜間戦闘機が充実していたドイツ軍と比較して、ルメイは日本軍の夜間戦闘機をさして脅威とは考えておらず、B-29尾部銃座以外の防御火器（旋回機関銃）を撤去し爆弾搭載量を増やすことにした。この改造により軽量化ができたため、爆弾搭載を今までの作戦における搭載量の2倍以上の6トンとし、編隊は防御重視のコンバット・ボックスではなく、イギリス軍がドイツ本土への夜間爆撃で多用した、編隊先頭の練度の高いパスファインダーの爆撃により引き起こされた火災を目印として1機ずつ投弾するというトレイル（単縦陣）に変更した。
「ミーティングハウス2号作戦」と呼ばれた1945年3月10日の大空襲（下町大空襲）は、前述の超低高度・夜間・焼夷弾攻撃という新戦術が本格的に導入された初めての空襲だった。その目的は、木造家屋が多数密集する下町の市街地を、そこに散在する町工場もろとも焼き払うことにあった。この攻撃についてアメリカ軍は、日本の中小企業が軍需産業の生産拠点となっているためと理由付けしていた。東京大空襲・戦災資料センターによれば、大型の軍需工場は精工舎や大日本機械業平工場のみで、築地、神田、江東などの市場、東京、上野、両国の駅、総武線隅田川鉄橋などが実際の目標で、住民の大量殺害により戦争継続意思を削ぐことが主目的だったとしている。
アメリカ軍がミーティングハウス2号作戦の実施を3月10日に選んだ理由は、延焼効果の高い風の強い日と気象予報されたためである。ルメイは出撃に先立って部下の搭乗員に「諸君、酸素マスクを捨てろ」と訓示している。このルメイの訓示に兵士が難色を示すと、ルメイは葉巻を噛み切って「何でもいいから低く飛ぶんだ」と恫喝している。搭乗員の中では、このような自殺的な作戦では、空襲部隊の75%を失うと強硬に反対した幕僚に対してルメイが「それ以上に補充要員を呼び寄せれば済むことではないか」と言い放ったという真偽不明の噂も広がり、出撃前の搭乗員の不安はピークに達していた。アメリカ軍の参加部隊は第73、第313、第314の3個爆撃航空団で、325機のB-29爆撃機が出撃した。ルメイはこの出撃に際して作戦機への搭乗し空中指揮することも考えたが、このときルメイは原子爆弾の開発計画であるマンハッタン計画の概要を聞いており、撃墜され捕虜となって尋問されるリスクを考えて、自分がもっとも信頼していた トーマス・パワー准将を代わりに出撃させることとした。

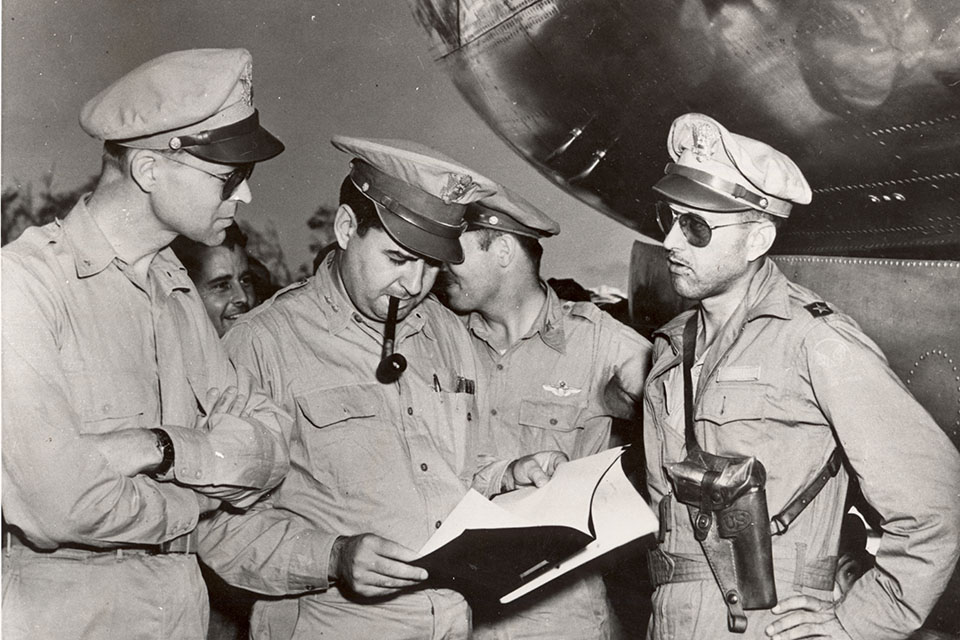
出撃したトーマス・パワー准将（右）から「ミーティングハウス2号作戦」の報告を受ける第20空軍参謀長ローリス・ノースタッド准将（左）とカーチス・ルメイ少将（中央）

本隊に先行して、第73、第313編隊から先行した4機のB-29が房総海岸近くの海上で1時間半にも渡って旋回しながら日本本土に接近している本隊を無線誘導した。この日は非常に強い風が吹き荒れており、日本軍の監視レーダー超短波警戒機乙は強風により殆ど正常に機能しておらず、強風による破損を恐れて取り外しも検討していたほどであった。レーダーは役に立っていなかったが、防空監視哨が勝浦市南方で敵味方不明機（無線誘導のために旋回していたB-29）を発見し、日本標準時9日22時30分にはラジオ放送を中断、警戒警報を発令したが、やがて敵味方不明機が房総半島沖に退去したので、警戒警報を解除してしまった。しかし、その間に本隊は着々と東京に接近しており、9日の24時ちょうどに房総半島最西端の洲崎対空監視哨がB-29らしき爆音を聴取したと報告、その報告を受けた第12方面軍 (日本軍)が情報を検討中の、日付が変わった直後の3月10日午前0時7分に爆撃が開始された。325機の出撃機のうち279機が第一目標の東京市街地への爆撃に成功し、0時7分に
- 第一目標 - 深川区（現在の江東区）
- 第二目標 - 本所区（現在の墨田区）
- 第三目標 - 浅草区（現在の台東区）
- 第四目標 - 日本橋区（現在の中央区）

へ初弾が投下されたのを皮切りに、城東区（現在の江東区）にも爆撃が開始された。空襲警報は遅れて発令され、初弾投下8分後の0時15分となった。日本軍と同様に多くの東京都民も虚を突かれた形となり、作家の海野十三は3月10日の日記に「この敵、房総に入らんとして入らず、旋回などして1時間半ぐらいぐずぐずしているので、眠くなって寝床にはいった」と書いているなど、床に就いたのちにB-29の爆音で慌てて飛び起きたという都民も多かったという。
出撃各機は武装を撤去して焼夷弾を大量に搭載したこともあり、この空襲での爆弾の制御投下弾量は38万1300発、1,665トンにも上ったがその全部が焼夷弾であった。また、「低空進入」と呼ばれる飛行法が初めて大規模に実戦導入された。この飛行法ではまず、先行するパス・ファインダー機（投下誘導機）によって超低空からエレクトロン焼夷弾を投弾、その閃光は攻撃区域を後続する本隊に伝える役割を果たした。パス・ファインダー機はこの日のために、3月3日、5日、7日に戦闘任務に出撃して訓練を繰り返して腕を磨いていた。その本隊の爆撃機編隊も通常より低空で侵入した上、発火点によって囲まれることになる領域に向けて集束焼夷弾E46を集中的に投弾した。これは50キロの大型焼夷弾で、目標地域に4か所の爆撃照準点を設定してこれを投下することで、大火災を起こして消火活動をまひさせ、その後の小型の油脂焼夷弾を投下する目印となる照明の役割を果たすことを期待していたという。この爆撃の着弾精度は、高空からの爆撃に比べて高いものだったが、アメリカ軍の想定以上の大火災が生じ、濃い火災の煙が目標上空を覆ってしまい、爆撃を開始してしばらく経ったころには秩序ある投弾というのは机上の空論に過ぎなくなってしまった。
0時20分には芝区（現在の港区）に対する爆撃も開始された。
北風や西風の強風の影響もあり、火災は目標地域をこえ、東や南に広がり、本所区、深川区、城東区の全域、浅草区、神田区、日本橋区の大部分、下谷区東部、荒川区南部、向島区南部、江戸川区の荒川放水路より西の部分など下町の大部分を焼き尽くした。結局、下谷区、足立区、神田区、麹町区、日本橋区、本郷区、荒川区、向島区、牛込区、小石川区、京橋区、麻布区、赤坂区、葛飾区、滝野川区、世田谷区、豊島区、渋谷区、板橋区、江戸川区、深川区、大森区が被害にあった。災難の中で昭和天皇の初孫の東久邇信彦が防空壕で誕生した日でもあった。
一部では爆撃と並行して旋回機関銃による非戦闘員、民間人に対する機銃掃射も行われた。日本側資料では「アメリカ軍機が避難経路を絶つように市街地の円周部から爆撃した後、中心に包囲された市民を焼き殺した」と証言するものがあるが、そのような戦術はアメリカ軍の資料では確認できない。アメリカ軍の作戦報告書によれば、目標が煙で見えなくなるのを避けるため、風下の東側から順に攻撃する指示が出されていた。体験者の印象による誤解と考えられる。発生した大火災によりB-29の搭乗員は真夜中にもかかわらず、腕時計の針を読むことができたぐらいであった。B-29が爆撃区域に入ると、真っ昼間のように明るかったが、火の海の上空に達すると、陰鬱なオレンジ色の輝きに変わったという。他の焼夷弾爆撃と桁違いの被害をもたらせた最大の原因は関東大震災のさいにも発生した火災旋風が大規模に発生したためであったが、爆撃していたB-29も火災旋風による乱気流に巻き込まれた。荒れ狂う気流の中で機体の安定を保つのは至難の業で、気が付くと高度が1,500ｍ以上も上がっていた。なかには機体が一回転した機もあり、搭乗員は全員負傷し、顔面を痛打して前歯を欠いたものもいた。あまりに機体が上下するので、着用していた防弾服で顔面を何度もたたかれ、最後には全員が防弾服を脱いで座布団がわりに尻の下に敷いている。そして、人が燃える臭いはB-29の中にも充満しており、搭乗員は息が詰まる思いであった。
誘導機に搭乗したパワーは「まるで大草原の野火のように燃え広がっている。地上砲火は散発的。戦闘機の反撃なし。」と実況報告している。空襲時の東京を一定時間ごとに空からスケッチするため高度1万メートルに留まっていたB-29に対して、ルメイは帰還後にそのスケッチを満足げに受け取ると「この空襲が成功すれば戦争は間もなく終結する。これは天皇すら予想できぬ」と語った。

##### 被害規模
当時の警視庁の調査での被害数は以下の通り。
- 死亡：83,793人[29]
- 負傷者：40,918人
- 被災者：1,008,005人
- 被災家屋：268,358戸[29]

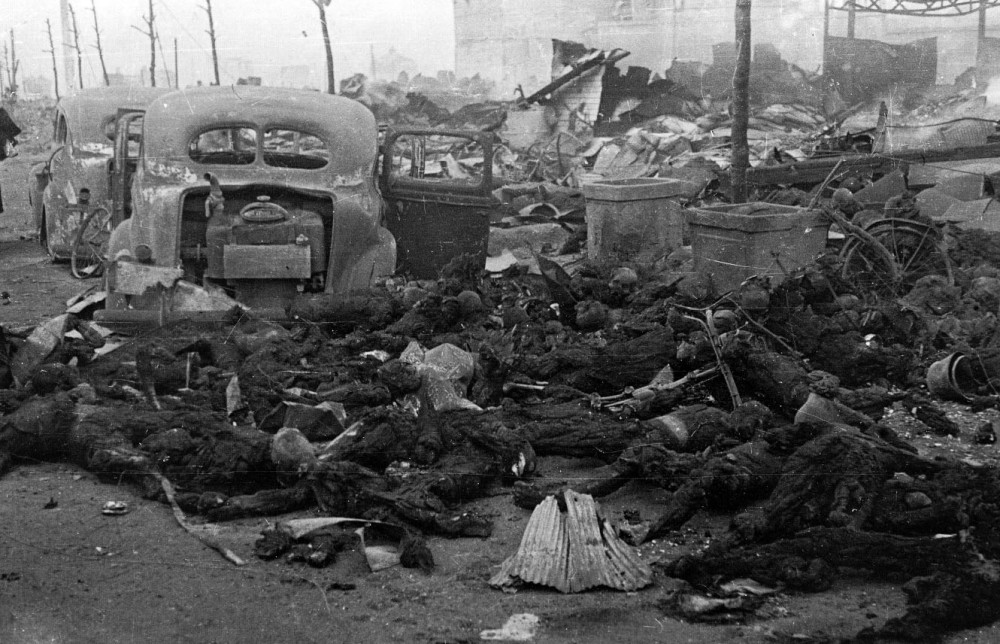
警防団と思われる焼け焦げた遺体の山。死者・行方不明者は8万人、民間の調査では10万人以上といわれている。（石川光陽撮影）

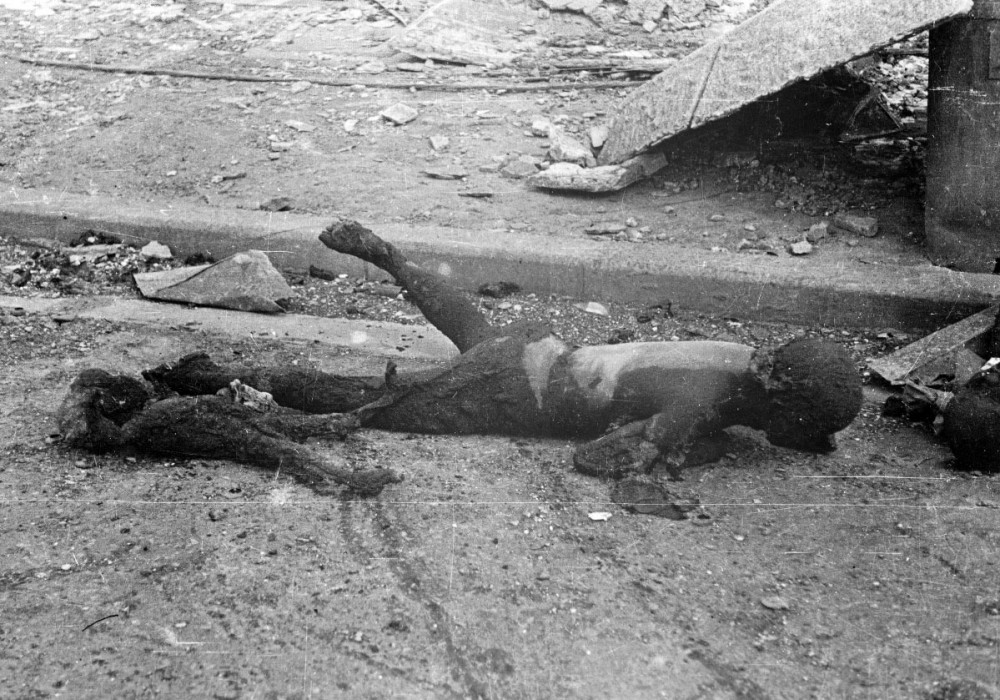
母子と思われる2つの遺体。子供を背負って逃げていたらしく、母親の背中が焦げていない。（石川光陽撮影）

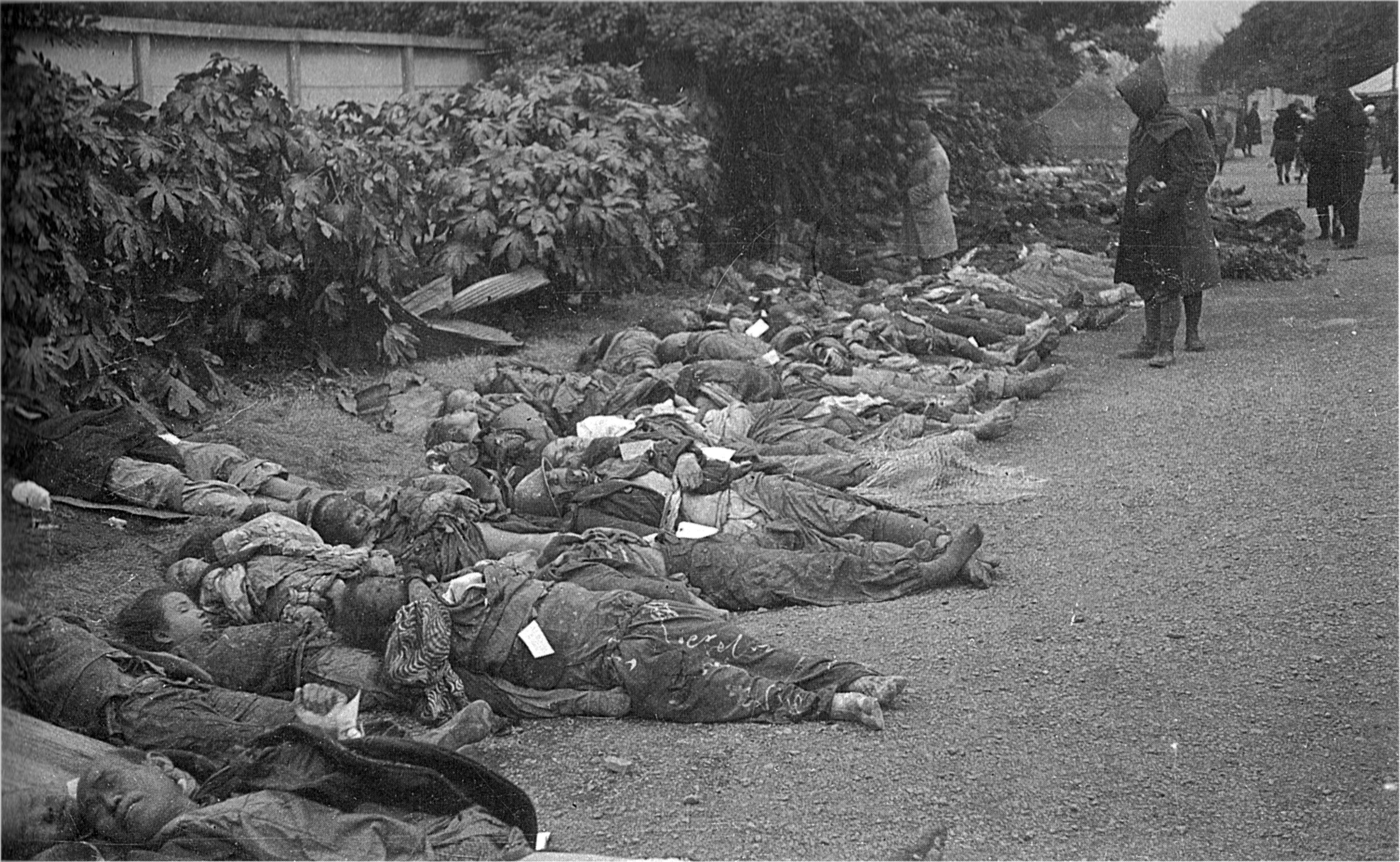
火葬が間に合わないので仮埋葬するため上野公園の両大師脇に下谷・浅草から運ばれた遺体

人的被害の実数はこれよりも多く、死者約8万-10万、負傷4万-11万名ともいわれる。上記警視庁の被害数は、早期に遺体が引き取られた者を含んでおらず、またそれ以外にも行方不明者が数万人規模で存在する。民間団体や新聞社の調査では死亡・行方不明者は10万人以上と言われており、単独の空襲による犠牲者数は世界史上最大である。両親を失った戦災孤児が大量に発生した。外国人、および外地出身者の被害の詳細は不明。
また当時東京に在住していた朝鮮人97632人中、戦災者は41300人で、死者は1万人を軽く越すと見られている。
この空襲で一夜にして、東京市街地の東半部、実に東京35区の3分の1以上の面積にあたる約41平方キロメートルが焼失した。爆撃による火災の煙は高度1万5000メートルの成層圏にまで達し、秒速100メートル以上という竜巻並みの暴風が吹き荒れ、火山の大噴火を彷彿とさせた。午前2時37分にはアメリカ軍機の退去により空襲警報は解除されたが、想像を絶する大規模な火災は消火作業も満足に行われなかったため10日の夜まで続いた。当時の東京の消防システムは充実しており、東京への空襲を見越して、学生などから急遽採用された年少消防官を含む8,100人の訓練を受けた消防士に1,117台の消防車が配備されており、そのうちの716台が電動化されていた。防火の貯水槽や手押しポンプ、バケツも多数住宅地に設置されてあった。しかし、発生した火災の規模は想定を遥かに超えており、消防システムは空襲開始30分で早くも機能不全に陥り、95台の消防車が破壊されて125人の消防士が殉職した。
当夜の冬型の気圧配置という気象条件による強い季節風（いわゆる空っ風）は、火災の拡大に大きな影響を及ぼした。強い北西の季節風によって火勢が煽られ延焼が助長され、規模の大きい飛び火も多発し、特に郊外地区を含む城東地区や江戸川区内で焼失区域が拡大する要因となった。さらに後続するアメリカ軍編隊が爆撃範囲を非炎上地域にまで徐々に広げ、当初の投下予定地域ではなかった荒川放水路周辺や、その外側の足立区や葛飾区、江戸川区の一部の、当時はまだ農村地帯だった地区の集落を含む地域にまで焼夷弾の実際の投下範囲が広げられたことにより、被害が拡大した。これは早い段階で大火災が発生した投下予定地域の上空では火災に伴う強風が生じたため、低空での操縦が困難になったためでもあった。
爆撃の際には火炎から逃れようとして、隅田川や荒川に架かる多くの橋や、燃えないと思われていた鉄筋コンクリート造の学校などに避難した人も多かった。しかし火災の規模が常識をはるかに超えるものだったため、至る所で巨大な火災旋風が発生し、あらゆる場所に竜の如く炎が流れ込んだり、主な通りは軒並み「火の粉の川」と化した。そのため避難をしながらもこれらの炎に巻かれて焼死してしまった人々や、炎に酸素を奪われて窒息によって命を奪われた人々も多かった。焼夷弾は建造物等の目標を焼き払うための兵器だが、この空襲で使われた焼夷弾は小型の子弾が分離し大量に降り注ぐため、避難民でごった返す大通りに大量に降り注ぎ子供を背負った母親や、上空を見上げた人間の頭部・首筋・背中に突き刺さり即死させ、そのまま爆発的に燃え上がり周囲の人々を巻き添えにするという凄惨な状況が多数発生した。また、川も水面は焼夷弾のガソリンなどの油により引火し、さながら「燃える川」と化し、水中に逃れても冬期の低い水温のために凍死する人々も多く、翌朝の隅田川・荒川放水路等は焼死・凍死・溺死者で川面があふれた。これら水を求めて隅田川から都心や東京湾・江戸川方面へ避難した集団の死傷率は高かった一方、内陸部、日光街道・東武伊勢崎線沿いに春日部・古河方面へ脱出した人々には生存者が多かった。また、空襲を避ける為各地で防空壕が設けられそこに避難した人々も多かったが、防空壕の換気が不十分の為酸欠状態となりそこで窒息死する人々も多かった。医師として聖路加国際病院で治療に当たった日野原重明はトラックで運ばれてくる大量の怪我人をチャペルや廊下にベニヤ板を敷くなどして受け入れたが、場所が足りずに治療できないまま屋外で亡くなった人も多かったことを教訓に、新病棟の建設時には大量の被災者発生に対応した設計とした。
日本の総理大臣小磯國昭（小磯内閣）はこの空襲を「もっとも残酷、野蛮なアメリカ人」と激しく非難し、国民に対しては「都民は空襲を恐れることなく、ますます一致団結して奮って皇都庇護の大任を全うせよ」と呼びかけた。ラジオ東京は空襲を「虐殺」と断じ、ルメイを現代のローマ皇帝ネロと比喩し「東京の住宅街と商業街を囲む炎の海は、皇帝ネロによるローマ大火の大虐殺を彷彿とさせる」とも報じた。この惨禍はこれから日本全土に広がっていくこととなり、ルメイは、その後も3月11日、B-29の310機で名古屋（名古屋大空襲）、3月13日、295機で大阪（大阪大空襲）、3月16日、331機で神戸（神戸大空襲）、3月18日、310機で再度名古屋を東京大空襲と同様に、夜間低空でのM69焼夷弾による無差別爆撃を行った。日本全土に被害が広がると、日本のマスコミはルメイに対する舌戦をさらに激化させ、朝日新聞などは「元凶ルメー、思ひ知れ」という記事で「やりをったな、カーチス・ルメー」「暴爆専門、下劣な敵将」「嗜虐性精神異常者のお前は、焼ける東京の姿に舌舐めづりして狂喜してゐるに相違ない」「われわれはどうあつてもこのルメーを叩つ斬らねばなるまい」などと思いつく限りの誹謗と罵倒を新聞紙上で浴びせている。

##### 日本軍による迎撃

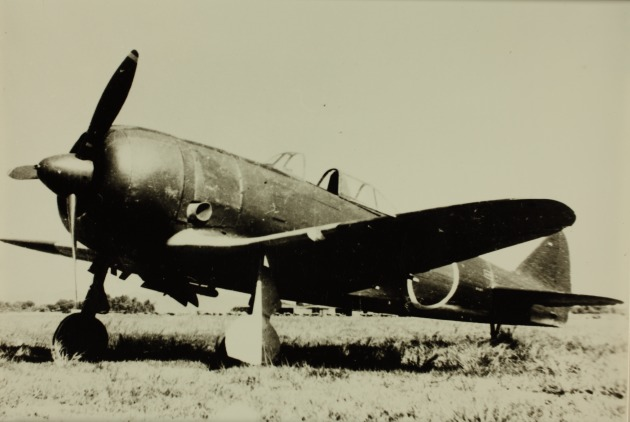
日本本土と満州でB-29迎撃に活躍した二式単座戦闘機「鍾馗」

房総半島南端の洲崎監視廠がB-29らしき爆音を確認し、慌てて第12方面軍司令部に報告したが、そのわずか数分後の0時8分には東京の東部が焼夷弾攻撃を受けたため、空襲警報は空襲が開始されたのち0時15分となり、市民の避難も日本軍による迎撃も間に合わなかった。それでも、第10飛行師団 の飛行第23戦隊（一式戦「隼」）、飛行第53戦隊（二式複戦「屠龍」）、飛行第70戦隊（二式戦「鍾馗」）の計42機と海軍の第三〇二海軍航空隊から月光4機が出撃し、陸軍の高射砲部隊（高射第1師団）との戦果を合わせてB-29を15機撃墜、50機撃破の戦果を報じた。アメリカ軍側の記録でもB-29が14機失われ、今までの爆撃任務で最大級の損失とはなったが、その劇的な成果と比較すると決して大きな損失ではなかった。出撃時にルメイに不満を抱いていたB-29搭乗員らも予想外の損害の少なさに、ルメイの戦術変更が正しかったと感想を抱いている。
損失の内訳は日本軍の対空火器での撃墜2機、事故1機、その他4機（3機が燃料切れ墜落、1機不明）、7機が原因未確認（lost to unknown reasons）とされている。原因未確認の7機はすべて連絡のないまま行方不明となった機であるが、この日に出撃して無事帰還したB-29搭乗員からは、東京上空では合計7機のB-29が撃墜されたという報告があり、さらに行方不明とされていた1機については銚子岬の上空で4本の探照灯に捉えられて、大小の対空火器の集中砲火で撃墜されたという詳細な報告があったのにもかかわらず、原因未確認の損失とされ、この日に日本軍により撃墜されたと判定されたのは、東京上空で対空火器で撃墜された1機と、対空火器の損傷で不時着水して搭乗員全員が救助された1機の合計2機のみに止まった。当時のアメリカ軍は日本軍の攻撃（Enemy Action）による損失と認定するにはよっぽどの確証が必要で、それ以外は未知（ないし未確認）の原因（lost to unknown reasonsもしくはcauses）とする慣習であったので、原因未確認の損失が増加する傾向にあった。
この日は高射砲による戦果が目立っている。高高度精密爆撃の際は、数的には日本の高射砲戦力の主力を担っていた最大射高9,100mの八八式七糎野戦高射砲と、10,000mの九九式八糎高射砲は高度8,000ｍ以上で爆撃していたB-29に対しては射高不足であり、少しでも高度を稼ぐため、日本劇場や両国国技館の屋上などにも設置されたが、なかなか捉えることができず、日本国民から「当たらぬ高射砲」と悪口を言われた。しかし、ルメイによる作戦変更によりB-29の爆撃高度が下がったので、日本軍の高射砲はB-29を捉えることができるようになった。高射第1師団にいた新井健之大尉（のちタムロン社長）は「いや実際は言われているほどではない。とくに高度の低いときはかなり当たった。本当は高射砲が落としたものなのに、防空戦闘機の戦果になっているものがかなりある。いまさら言っても仕方ないが3月10日の下町大空襲のときなど、火災に照らされながら低空を飛ぶ敵機を相当数撃墜した」と発言している。代々木公園にあった高射砲陣地から撃たれた高射砲はよく命中していたという市民の証言もある。高射砲弾が命中したB-29は赤々と燃えながら、その巨体が青山の上空ぐらいで爆発して四散していた。日本軍の戦闘機による迎撃を過小評価していたルメイも高射砲に対してはかなり警戒していた。

### その後の東京都への空襲

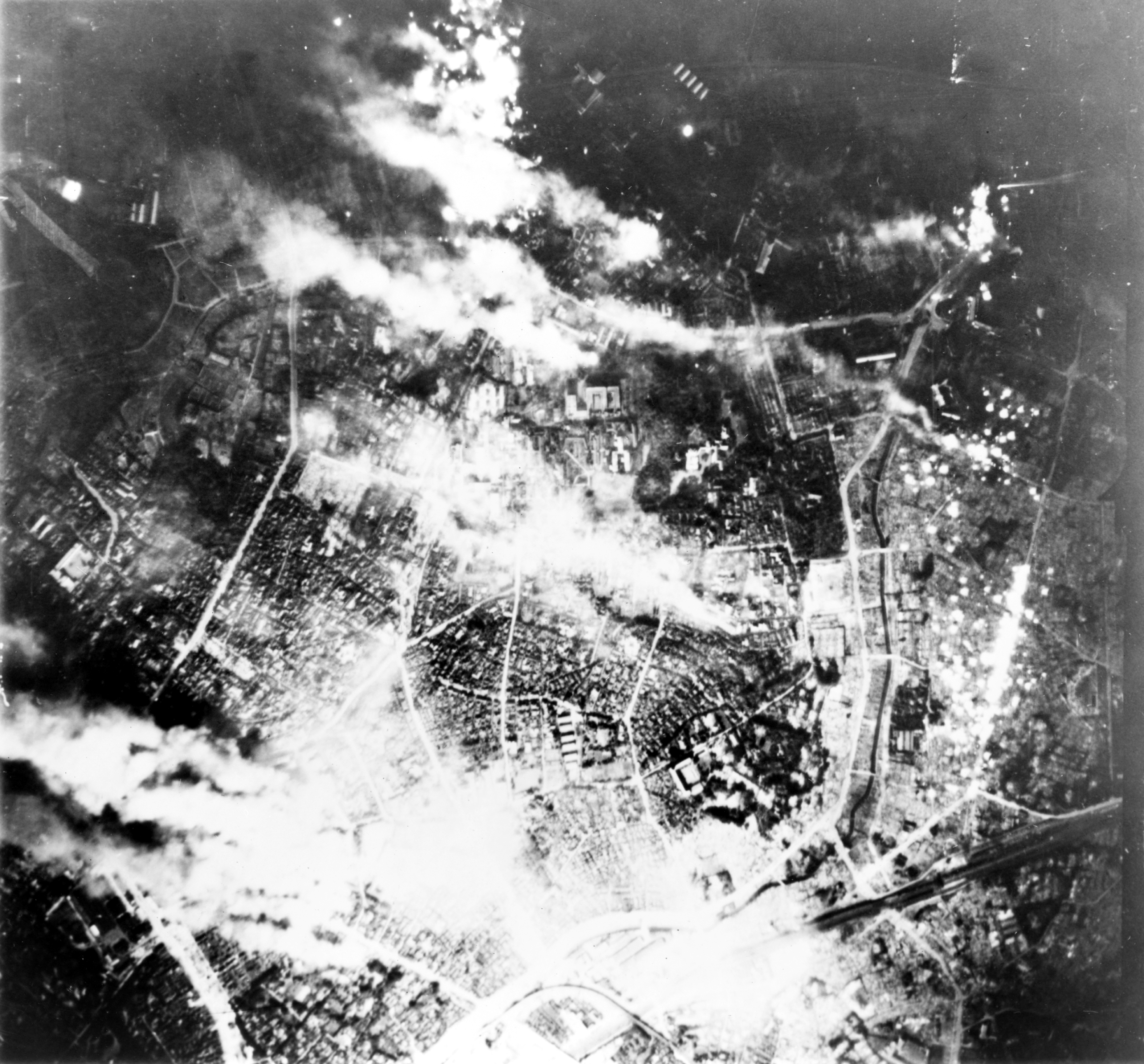
1945年5月25日夜間に空襲を受ける東京市街。画面中央は現在の東京女学館・日赤医療センター付近、画面下から右上に延びるのは渋谷川、画面下に山手線と東横線の交差と思しきものが見えることから広尾上空と推定される。なお、北方向は写真左側となる。撮影当時、現地を南南西の風が吹いていたことがこの写真から見て取れる。

ミーティングハウス2号の約1か月後となる4月13日に東京に大規模焼夷弾攻撃が計画された。今回は市街地への無差別爆撃ではなく、目標は東京第一陸軍造兵廠、東京第二陸軍造兵廠を含む兵器工場群とされたが、目標の中には「工場作業員の住居」も含むとされており、結局のところは市街地への無差別焼夷弾攻撃であった。作戦名は造兵廠群を含む目標区域の暗号名をとってパーディション作戦と名付けられた。327機のB-29が出撃して、3月10日の空襲を上回る2,119トンの爆弾が、今までの空襲で最長となる3時間にも渡って投下されたが、そのうち96.1パーセントが焼夷弾であり、11.4平方マイル（29.5 km2）が焼失した。空襲により兵器工場群に大きな被害があったのに加えて、皇居の一部と大宮御所と明治神宮にも被害が出た。新宿御苑には火災から逃れようと市民が殺到したが、守衛が門を固く閉ざして御苑内に市民を入れなかった。市民のうちの1人がなぜ入れないのか問い詰めたところ、守衛は「天皇陛下の芋が植えてある」と答えたため激高した市民が門を打ち壊しにかかり、結局門は開放されて多くの市民が御苑内に避難している。
皇居などに被害が出たことについて、阿南惟幾陸軍大臣と梅津美治郎陸軍参謀総長が宮中に参内して昭和天皇にお詫びを言上したが、昭和天皇からは「41機の撃墜を報じていた戦果についての御嘉賞の言葉があった」という。この日のB-29の損失はアメリカ軍の記録によれば7機であった。
沖縄戦が開始されると、九州の各航空基地から出撃した特攻機にアメリカ海軍は大きな損害を被ったので、アメリカ太平洋艦隊司令長官兼太平洋戦域最高司令官のチェスター・ニミッツ元帥からの強い要請により、4月上旬から延べ2,000機のB-29が、都市の無差別爆撃任務から、特攻機の出撃基地である九州の飛行場の爆撃任務に回された。特攻機出撃基地への爆撃は1か月以上行われたが、結局、B-29は飛行場施設を破壊しただけで、特攻機に大きな損害を与えることができず、特攻によるアメリカ海軍の損害はさらに拡大していった。その後、沖縄の飛行場が整備されて戦術作戦担当の爆撃機などが配備されたこともあり、5月11日にはB-29は本来の戦略爆撃任務に復帰したがその間は大都市圏に対する無差別焼夷弾攻撃は中止されていた。
戦略爆撃が中止されている間に、英領インドに展開していた第20爆撃集団の第58爆撃航空団がマリアナに合流し、第21爆撃機集団 は4個航空団となっていた。B-29の配備も順調で、5月から6月にかけて、常時400機のB-29が全力出撃できる十分な量の焼夷弾と航空燃料が準備され、稼働機も常に400機以上が揃っていた。ルメイは充実した戦力で都市圏への無差別焼夷弾攻撃を強化し、5月14日昼間に529機、5月16日夜間に522機で名古屋を爆撃（名古屋大空襲）、高高度精密爆撃では大きな損害を与えられなかった名古屋市街と工場に甚大な損害を与えて、完全に破壊してしまった。焼夷弾で焼失した建物のなかには名古屋城も含まれていた。

#### 山の手大空襲
ミーティングハウス2号とその後の爆撃により大損害を被っていた東京にも総仕上げとして最大規模の焼夷弾攻撃が計画されることになった。今まではミーティングハウスやパーディションなど目標区域の暗号名に則した作戦名が付されていたが、総仕上げの空襲という意味合いもあってか、目標区域は“東京市街地”とされ、暗号名で呼ばれることもなく、特別な作戦名も付されなかった。

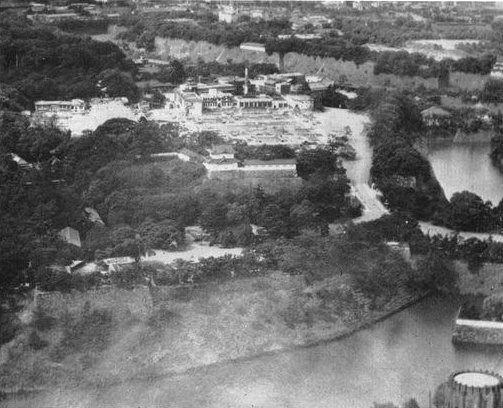
1945年8月下旬の終戦直後の皇居、建物の多くが焼失している。アメリカ軍重巡洋艦「クインシー」の偵察機が撮影

5月24日未明にB-29が558機、5月25日の夜間にB-29が498機という、3月10日のミーティングハウス2号を上回る大兵力が仕上げの焼夷弾攻撃に投入された。投下した爆弾はすべて焼夷弾であり、5月23日に3,645トン、5月25日に3,262トンが投下された。これは3月10日に投下された1,665トンの4倍に近い量となった。
1945年（昭和20年）4月13日以降の主要な空襲による東京都の被害状況
|          | 4月13日（任務番号56番） | 5月24日（任務番号181番） | 5月25日（任務番号183番） |
| -------- | ----------------------- | ------------------------ | ------------------------ |
| 死者     | 2,459人                 | 762人                    | 3,651人                  |
| 負傷者   | 4,746人                 | 4,130人                  | 17,899人                 |
| 被害家屋 | 200,277戸               | 64,487戸                 | 165,545戸                |
| 罹災者   | 666,986人               | 224,601人                | 620,125人                |

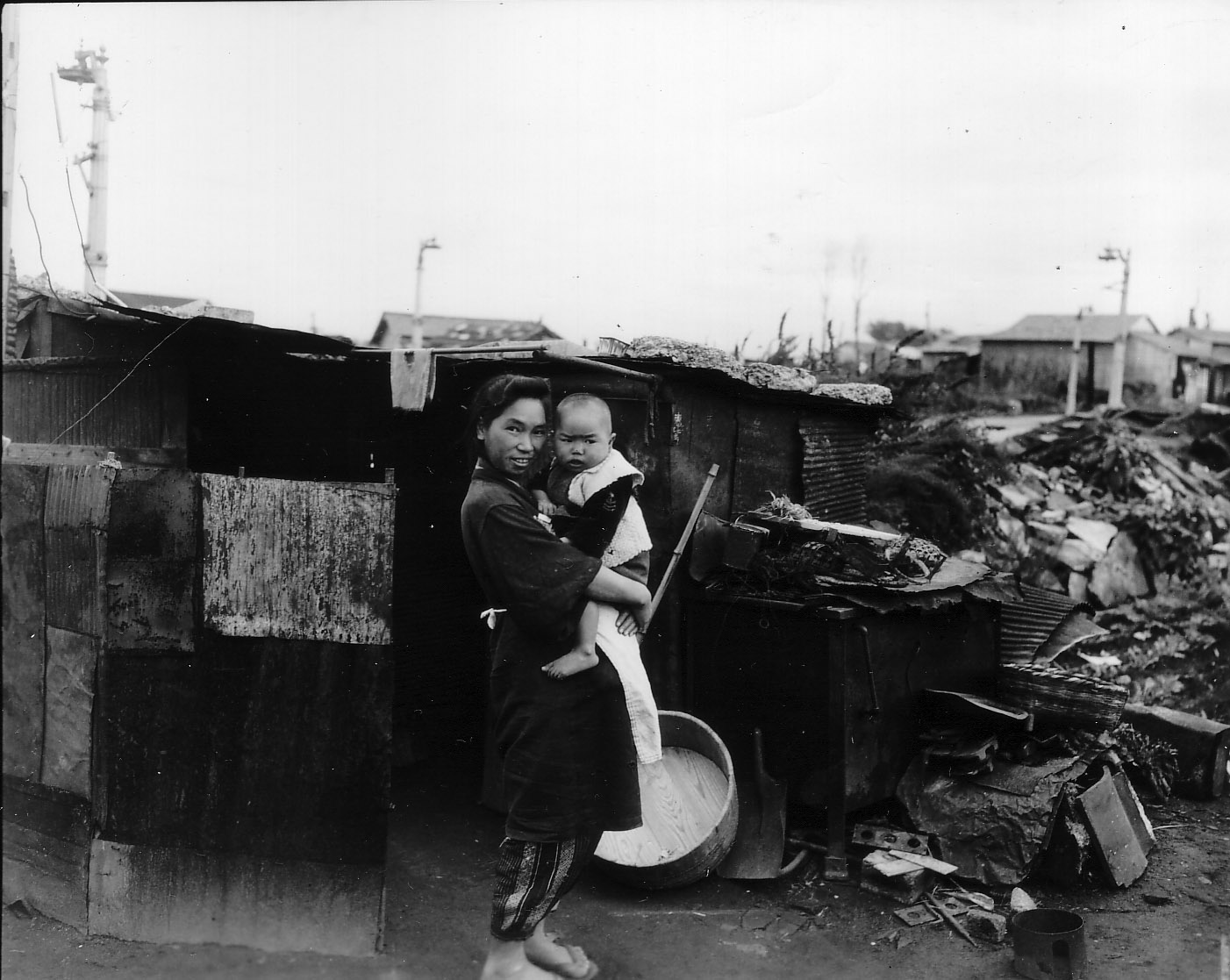
恵比寿で焼け野原の上のバラック小屋に住む親子

ミーティングハウス2号のときより死傷者が格段に少なかったのは、3月10日には警戒警報が解除されたあとに爆撃が開始され、空襲警報の発令が最初の爆弾投下から7分後と遅れたのに対して、4月13日は警戒警報発令が午後10時44分、B-29の爆撃開始が午後10時57分、空襲警報が午後11時と、警戒警報の解除はなかったものの前回に引き続き空襲警報が3分遅れていたが、その後の5月24日は警戒警報発令が午前1時5分、空襲警報が午前1時36分、B-29の爆撃開始が午前1時39分、5月25日は警戒警報発令が午後10時2分、空襲警報が10時22分、B-29の爆撃開始が午後10時38分と、空襲開始前に空襲警報が発令できたことや、疎開が進んだこと、市民が消火より避難を優先するようになったことが挙げられる。東京の人員疎開は1944年3月3日に東條内閣閣議決定した「一般疎開促進要綱」に基づき進められ、1944年2月に6,658,162人であった東京の人口は1945年2月には4,986,600人（1944年2月比75％）まで減少していた。3月10日の焼夷弾攻撃ののち、東京都はさらに疎開を進めることとし、3月13日から4月4日の約1か月で82万人、4月13日の空襲ののちにさらに60万人、5月25日の空襲ののちには77万人を地方に転出させた。そのため、1945年5月の人口は3,286,010人と1944年2月比で半減し、6月には2,537,848人（同39％）まで減っている。それでも残った都民は焼け野原に仮小屋を建てたり防空壕で生活する者もあった。
焼失面積は2日間で合計22.1平方マイル（57.2 km2）に及び、1945年2月19日、2月25日、3月10日の3回の空襲で焼失した16.8平方マイル（43.5 km2）を上回った。そしてこの2日間分を含めた東京の空襲での焼失面積は56.3平方マイル（145.8 km2）となり、緑地や建物がまばらな地域を除いてアメリカ軍が東京市街地として判定していた110.8平方マイル（286.9 km2）の50.8%を焼き払ったこととなった。すでに東京は、名古屋、大阪、横浜、川崎などの主要都市と同様に破壊されつくされたと判定されて、主要爆撃リストの目標から外されることとなった。
1945年5月25日の空襲では、今までアメリカ軍が意図的に攻撃を控えてきた皇居の半蔵門に焼夷弾を誤爆してしまい、門と衛兵舎を破壊した。焼夷弾による火災は表宮殿から奥宮殿に延焼し、消防隊だけでは消火困難であったので、近衛師団も消火にあたったが火の勢いは弱まらず、皇居内の建物の28,520 m2のうち18,239 m2を焼失して4時間後にようやく鎮火した。御文庫附属庫に避難していた昭和天皇と香淳皇后は無事であったが、宮内省の職員ら34名と近衛師団の兵士21名が死亡した。また、この日には鈴木貫太郎首相の首相官邸も焼失し、鈴木は防空壕に避難したが、防空壕から皇居が炎上しているのを確認すると、防空壕の屋根に登って、涙をぬぐいながら炎上する皇居を拝している。また、阿南惟幾陸軍大臣が責任をとって辞職を申し出たが、昭和天皇が慰留したため、思いとどまっている。皇居は1945年7月20日に、原子爆弾投下の演習として全国各地に投下されていたパンプキン爆弾の目標となっている。この日、パンプキン爆弾投下訓練のため東京を飛行していたクロード・イーザリー少佐操縦のストレートフラッシュ号で、副航空機関士ジャック・ビヴァンスの提案により、昭和天皇を殺害するために攻撃が禁止されていた皇居を目標とすることにした。しかし、皇居の上空には雲が立ち込めており、レーダー照準での爆撃となったので、パンプキン爆弾は八重洲口側の皇居の堀に着弾して、死者1人と負傷者62人を出した。日本のラジオ放送で皇居爆撃の事実を知った爆撃団司令部によりイーザリーらは厳しく叱責されたが、原子爆弾投下任務から外されることはなかった。
日本の大都市を破壊しつくしたルメイは、目標を人口10万人から20万人の中小都市58に対する焼夷弾攻撃を行うこととした。この作戦は6月17日に開始されて、鹿児島、大牟田、浜松、四日市、豊橋、福岡、静岡、富山などが目標となり終戦まで続けられた。このころになると日本国民はアメリカ軍のどの兵器よりもB-29を恐れるようになっており、上智大学の神父として日本に在住し、日本人との親交が深かったブルーノ・ビッテルによれば「日本国民の全階層にわたって、敗戦の意識が芽生え始めるようになったのは、B-29の大空襲によってであった」と証言している。戦後にアメリカ軍による戦略爆撃の効果を調査した米国戦略爆撃調査団が、日本の戦争指導者や一般国民に調査したところ、日本が戦争に敗北すると認識した国民の割合については、1944年6月まではわずか国民の2％に過ぎなかったが、1945年3月10日の空襲以降に19％、その後空襲が激化した1945年6月には46％に跳ね上がり、終戦直前に68％となっていた。

#### 日本軍による迎撃

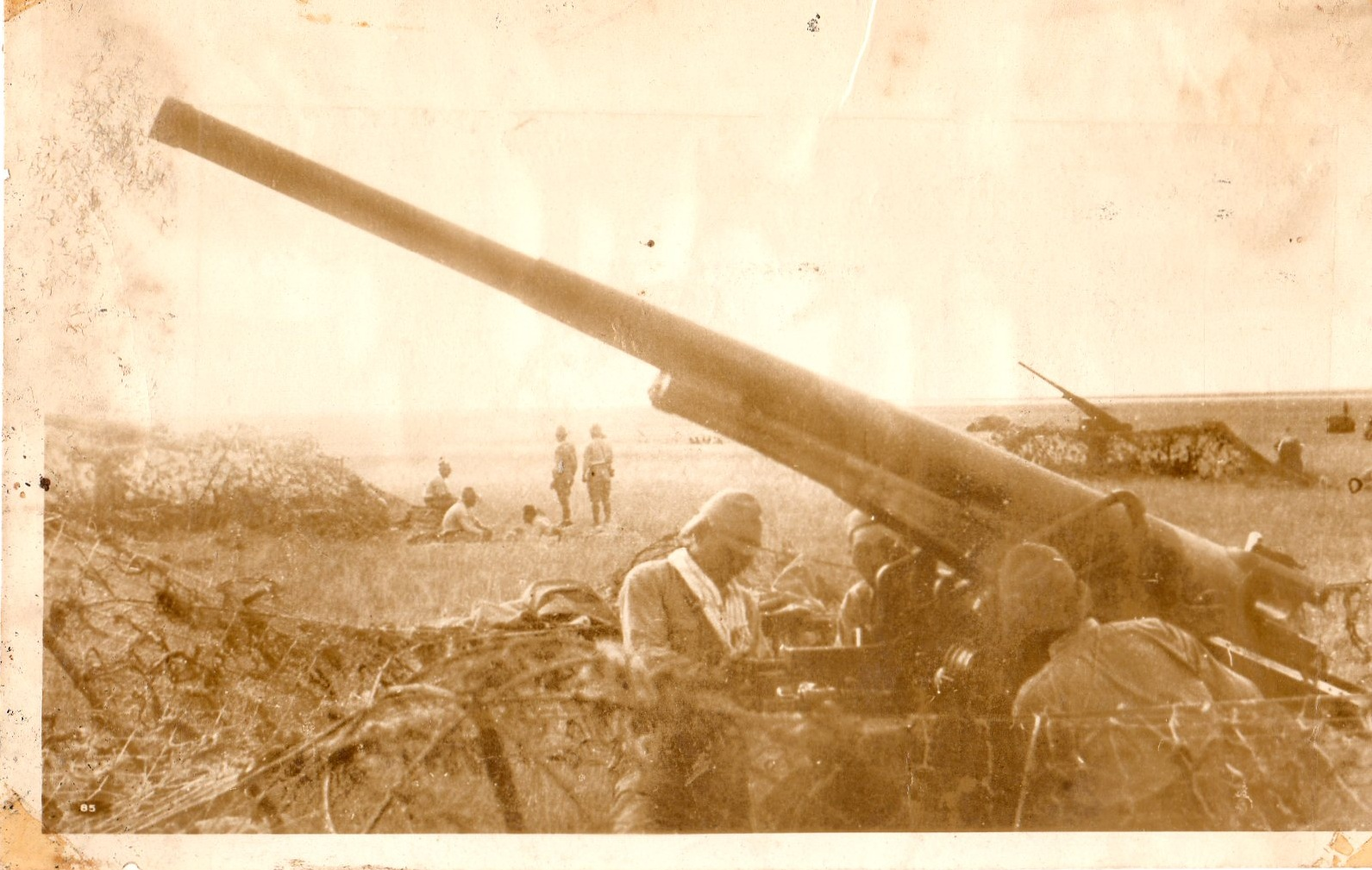
八八式七糎野戦高射砲。旧式で射高不足ながら、低空で爆撃するB-29には効果があった。写真は1940年満州のもの

5月24日には、前回の東京大空襲と同じ轍を踏むまいと、日本陸海軍の首都防空を担う第10飛行師団と第三〇二海軍航空隊と横浜海軍航空隊が全力で迎撃し、迎撃機の総数は140機にもなった。なかでも飛行第64戦隊（いわゆる「加藤隼戦闘隊」）で中隊長として勇名をはせた黒江保彦少佐が四式戦闘機「疾風」で3機のB-29撃墜を記録するなど、陸軍23機、海軍7機の合計30機の撃墜を報じた。（高射砲隊の戦果も含む）アメリカ軍側の記録でも17機損失、69機損傷と大きな損害を被っている。5月25日には、日本軍の迎撃はさらに激烈となり、日本軍側は47機撃墜を報じ、アメリカ軍側でも26機損失100機損傷とB-29の出撃のなかで最悪の損害を被ることになったが、アメリカ軍が日本軍に撃墜されたと記録しているのは対空火器で撃墜された3機のみで、対空砲と戦闘機の攻撃で大破し硫黄島近辺で放棄された2機と、3月10日と同様に連絡つかずに行方不明となった20機は原因未確認の損失とされて、アメリカ軍の記録上は日本軍の攻撃（Enemy Action）による損失には含まれていない。
しかし、日本軍側によれば、第302海軍航空隊だけで、月光7機、彗星（斜銃装備の夜間戦闘機型）4機、雷電5機、零戦5機が迎撃して、B-29の16機撃墜を報告し、陸軍の高射砲も5月25日の1日だけで、八八式7cm野戦高射砲7,316発、九九式8cm高射砲6,119発、三式12cm高射砲1,041発、合計14,476発の高射砲弾を消費するなど激しい対空砲火を浴びせて、海軍の戦果も合わせてB-29合計47機撃墜を記録しており、日本軍側の戦果記録は過大とは言え、原因未確認の損失の中の大部分は日本軍により撃墜したものと推定される。この日に出撃した航空機関士チェスター・マーシャルによれば、今までの25回の出撃の中で対空砲火がもっとも激しく探照灯との連携も巧みであったとのことで、帰還後に26機が撃墜されたと聞かされたB-29の搭乗員らが恐れをなしたと著書に記述している。
日本軍は探知だけではなく火器管制レーダーについても配備を進めており、大戦初期にシンガポールで鹵獲したイギリス軍のGL Mk.IIレーダー(英)をデッドコピーしたり、ドイツからウルツブルグレーダーの技術供与を受けたりして、「タチ1号」・「タチ2号」・「タチ3号」・「タチ4号」などの電波標定機を開発して本土防空戦に投入している。B-29が作戦変更により夜間の爆撃が増加したため、日本軍は高射砲と探照灯の照準を射撃管制レーダーに頼るようになった。各高射砲陣地には「た号」（タチの略称）が設置されて、レーダーの誘導で射撃する訓練を徹底して行うようになり、6基 - 12基で1群を編成する探照灯陣地にもレーダーもしくは聴音機が設置されて、レーダーや聴音機に制御された探照灯がB-29を照射すると、他の探照灯もそのB-29を照射した。
アメリカ軍は日本軍の射撃管制レーダーがイギリス製のものをもとに開発していることを掴むと、その対抗手段を講じることとし、B-29にジャミング装置を装備した。そしてB-29に搭乗してジャミング装置を操作する特別な訓練を受けた士官を「レイヴン」（ワタリガラス）と呼んだ。東京大空襲以降の作戦変更により、B-29が単縦陣で個別に爆弾を投下するようになると、爆弾を投下しようとするB-29は多数の日本軍火器管制レーダーの焦点となって、機体個別のジャミングでは対応できなくなった。そこで、アメリカ軍はB-29数機をECM機に改造して、専門的にジャミングを行わせることとした。そのB-29には18基にものぼる受信・分析・妨害装置が搭載されたが、機体のあらゆ方向にアンテナが突き出しており、その形状から「ヤマアラシ」と呼ばれることとなった。ヤマアラシは、1回の作戦ごとに10機以上が真っ先に目標に到着して、熟練したレイヴンの操作により電波妨害をして探照灯や高射砲を撹乱、聴音機に対してはエンジンの回転数をずらしてエンジン特性を欺瞞するなど、日本軍防空陣とB-29の間で激しい駆け引きが行われていた。
この東京への2回の爆撃でB-29は今までで最悪の43機を損失、169機が損傷を被るという大きな損害を被った。ルメイは爆撃が甚大な損害を与えているのだから、B-29の損害は当然であると考えていた。しかし、第20空軍司令部ではB-29の損失増加を懸念して対策を講じるように指示してきたので、ルメイは5月29日の横浜への大規模焼夷弾攻撃（横浜大空襲）のさいには、B-29の454機に硫黄島に展開するP-51D101機を護衛につけた。次いで6月1日のB-29の454機による神戸と大阪の大規模焼夷弾攻撃にもP-51の護衛を出撃させたが、離陸直後に暴風圏にぶつかって、P-51が一度に27機も墜落している。編隊で計器飛行ができないP-51に対しては、B-29が航法誘導する必要があり、ルメイは護衛戦闘機は足手まといぐらいに考えていた。B-29は搭載している防御火器で日本軍機に十分対抗できるため、狭い硫黄島の飛行場に多くの戦闘機を置くのは勿体なく、戦闘機を減らして、B-29を配置すべきとも考えていたが、P-51の護衛により、それまでB-29迎撃の主力であった陸軍「屠龍」海軍「月光」などの運動性能が低い双発戦闘機は使用できなくなり、単発戦闘機の迎撃も一段と困難になってしまった。さらに、P-51がB-29の護衛として多数飛来する頃には、大本営は敵本土上陸部隊への全機特攻戦法への航空機確保が優先し防空戦闘を局限する方針をとっている。具体的な運用としては、損害が増大する敵小型機（戦闘機）への迎撃は原則抑制したため、B-29への戦闘機による迎撃はB-29にP-51の護衛がなく有利な状況の時に限る方針となり日本軍機の迎撃は極めて低調で、日本軍戦闘機からのB-29の損害は激減している。それでも、アメリカ陸軍航空軍の統計によれば、B-29の太平洋戦争（大東亜戦争）における延べ出撃数に対する戦闘損失率は1.32%とされているが、東京に対する空襲においては損失率が跳ね上がり3.3%となっており、首都圏で日本軍は奮戦していた。一方で、同じ枢軸国ドイツの首都ベルリン空襲におけるアメリカ軍とイギリス軍爆撃機の損失率は6.6%と東京空襲の2倍の損失率で、B-29の高性能さと日本軍の防空戦闘能力の脆弱さを如実に表しており、もはや日本軍にB-29を押しとどめる力は残っていないことが明らかになった。

## 戦後

### 慰霊

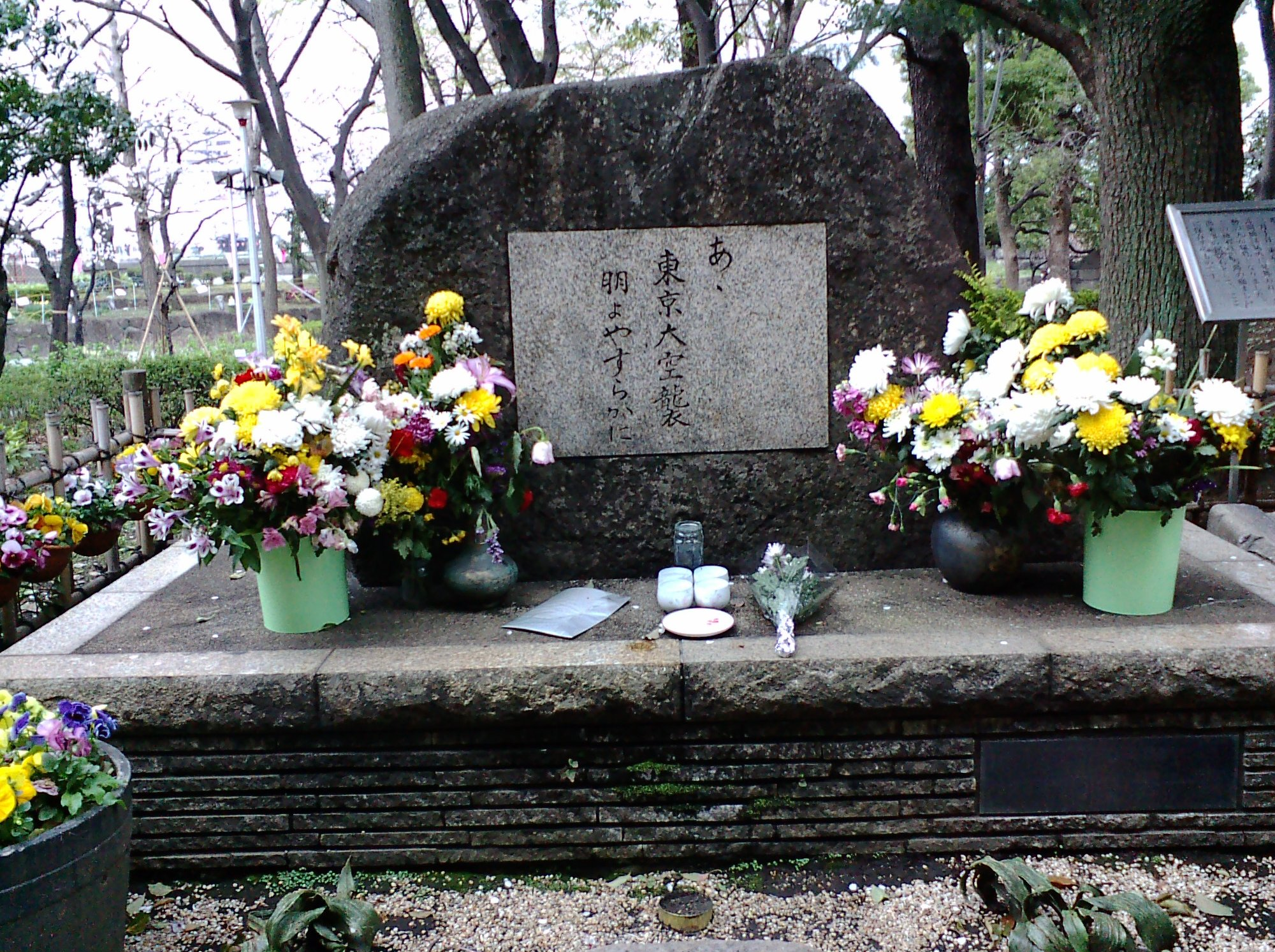
「戦災により亡くなられた方々の碑」
台東区浅草七丁目一番

身元不明の犠牲者の遺骨は関東大震災の犠牲者を祀った「震災記念堂」に合わせて納められた。このため1951年には、震災記念堂から東京都慰霊堂に名称が改められた。慰霊堂では毎年3月10日に追悼行事が行われているほか、隣接する東京都復興記念館に関東大震災および東京大空襲についての展示がある。この他、大規模被災地域には、主に住民の手による慰霊碑が数多く設置されている。
東京都は1990年（平成2年）、空襲犠牲者を追悼し平和を願うことを目的として、3月10日を「東京都平和の日」とすることを条例で定めた。東京都では墨田区の横網町公園に「東京空襲犠牲者を追悼し平和を祈念する碑」を設置し、遺族などからの申し出により判明した1942年から1945年の空襲犠牲者の犠牲者名簿（2013年3月時点で79941名が登載）を納めている。2019年3月現在、81147名登載。2020年3月に81,273名登載。東京都は名簿への登載を受け付けている。(受付について 東京都生活文化局　東京空襲犠牲者名簿)
毎年、横網町公園は、大法要が行われる3月10日(東京都平和の日)と9月1日には東京空襲犠牲者名簿が納められている「東京空襲犠牲者を追悼し平和を祈念する碑」の内部を公開している。

#### 関連文献
- 木村豊「空襲の犠牲者・死者を想起する : 「せめて名前だけでも」という語りを通して」『慶應義塾大学大学院社会学研究科紀要』第69号、慶應義塾大学大学院社会学研究科、2010年、15-33頁、ISSN 0912456X、NAID 120002791524。

### 補償問題
2007年3月9日、「東京空襲犠牲者遺族会」の被災者・犠牲者の遺族112人（平均年齢74歳）は、日本政府に対し、謝罪および総額12億3,200万円の損害賠償を求めて東京地方裁判所に集団提訴を行った。アメリカ軍の空襲による民間の被害者が集団となって日本国に責任を問うのは初。目的は、旧軍人・軍属が国家補償を受けているのに対して国家総動員法によって動員された民間人は補償が行われていないことを理由に、「東京空襲が国際法違反の無差別絨毯爆撃だったことを裁判所に認めさせ、誤った国策により戦争を開始した政府の責任を追及する」ことである。法的根拠は、ハーグ陸戦条約3条違反の無差別攻撃であった東京大空襲を行ったアメリカ政府に対して被災者は損害賠償請求権があるが、日本政府はサンフランシスコ平和条約により空襲被害について外交保護権を放棄した。これは憲法17条の公務員の不法行為に該当する、また戦時災害保護法によって国は救済義務を負っているが懈怠した、などというものだった。なお、2006年には日本軍による重慶爆撃に対する謝罪と賠償を求めた重慶大爆撃賠償請求訴訟が開始している。
2009年12月14日の1審判決で請求棄却 。原告側は控訴したが控訴棄却。2013年5月9日に最高裁が原告側の上告を棄却し、原告側の全面敗訴が確定した。棄却理由の中で、空襲被害者救済は裁判所では判断が出せず、国会が立法で行うとした点について、敗訴した原告側弁護団も「国民の受忍限度とした旧来の判断から踏み込んだ」として評価した。
2010年8月14日、日本政府が空襲被害者に補償を行う「空襲被害者等援護法」の制定を目指した「全国空襲被害者連絡協議会」が結成。2011年6月15日には、超党派の議員連盟「空襲被害者等援護法を実現する議員連盟」が設立された
朝鮮人被害者については体験者の証言から当時の状況を記録する運動もあり、さらに、朝鮮人強制連行によって東京に強制連行された朝鮮人が東京大空襲の被害にあったと主張する朝鮮人強制連行被害者・遺族協会も2008年に報告書を発表している。報告書では、東京での朝鮮人強制労働犯罪、そして東京大空襲による朝鮮人強制連行被害者の惨状などが報告された。朝鮮新報は2008年6月6日記事で「日帝は、空襲があった後に天皇がこの地域を訪れるという口実を設けて、朝鮮人ら死者に対する身元調査すらしないまま、67カ所の公園と寺院、学校の運動場などに土葬し、後で掘り起こして合葬するなど、息を引き取った朝鮮人の遺骨を自分勝手にむちゃくちゃに処理する反人倫的な蛮行を働いた」「東京大空襲で多数の朝鮮人が犠牲になったのは、全的に旧日本政府と軍部の対朝鮮軍事的占領に起因する」とし、日本政府は被害者の遺骨を遺族に送るべきだったし、さらに南北朝鮮を差別して北朝鮮には一切の遺骨が返還されておらず、これは国際人道法と日本の刑法に違反している重大な人権侵害犯罪とし、徹底的に謝罪と賠償を早急に講じるべきと主張している。

### 戦争犯罪問題
空襲は、建前では軍施設や軍需産業に対する攻撃だが、東京大空襲は東京そのものの殲滅を目的とする無差別爆撃で多数の非戦闘員たる民間人が犠牲になっており、戦争犯罪ではないかとの指摘も強く、2007年の東京大空襲訴訟でも無差別攻撃はハーグ陸戦条約3条違反という主張がなされた。第一次世界大戦後の1922年、ハーグ空戦規則が採択され、軍事目標以外の民間人の損傷を目的とした無差別空爆は禁止されていた。
日本政府は、サンフランシスコ平和条約により賠償請求権を放棄している。
国内法でも軍人、軍属とその遺族への特別援護政策が採られた一方で、非軍人に対しては不十分な対策しか講じられていないとして議論がある。
1964年12月4日、日本本土爆撃を含む対日無差別爆撃を指揮した米空軍司令官カーチス・ルメイ大将に対し、第1次佐藤内閣が勲一等旭日章の叙勲を閣議決定する。理由は航空自衛隊育成の協力で、授与は7日に行われた。
当時非難の声があり国会で追及されたが、佐藤栄作首相は「今はアメリカと友好関係にあり、功績があるならば過去は過去として功に報いるのが当然、大国の民とはいつまでもとらわれず今後の関係、功績を考えて処置していくべきもの」と答える。小泉純也防衛庁長官も「功績と戦時の事情は別個に考えるもの」と答えている。勲一等の授与は天皇親授が通例だが、昭和天皇はルメイと面会することはなかった。NHK取材では戦争責任についての問いにルメイは勲章を示して見せた。
爆撃直後にルメイは「近代航空戦史で画期的なできごととなった」と空襲の成果に胸をはったが、民間人の大量虐殺については、「幸せな気分になれなかった」としつつも、日本軍がフィリピンでアメリカ兵やフィリピンの民間人に対して行ったとされる残虐行為を引き合いに出して、「（大量虐殺が）私の決心を何ら鈍らせなかった」と回想したり、「我々は軍事目標を狙っていた。単なる殺戮のために民間人を殺戮する目的などはなかった…我々が黒焦げにしたターゲットの一つに足を向けてみれば、どの家の残骸からもボール盤が突き出ているのが見えたはずだ。国民全員が戦争に従事し、飛行機や弾薬を造るために働いていたのだ…大勢の女性や子供を殺すことになるのはわかっていた、だが、我々はやらねばならなかった」と当時の日本工業生産の特徴でもあった家内工業のシステムの破壊が目的であり、仕方なかったとも述べている。
また、ルメイは日本爆撃に道徳的な考慮は影響したかと質問され、「当時日本人を殺すことについてたいして悩みはしなかった。私が頭を悩ませていたのは戦争を終わらせることだった」「もし戦争に敗れていたら私は戦争犯罪人として裁かれていただろう。幸運なことにわれわれは勝者になった」「答えは“イエス”だ。軍人は誰でも自分の行為の道徳的側面を多少は考えるものだ。だが、戦争は全て道徳に反するものなのだ」と答えた。ルメイは「我々は日本降伏を促す手段として火災しかなかったのだ」とも述懐している。兵士に向けては「戦争とはどんなものか教えてやろう。君たちは人間を殺さなければならない。そして、できるだけ多く殺したときに、敵は戦いをやめるのだ」とも語っている。
日本本土爆撃に関して、ルメイは人道に反することを知りつつも戦争における必要性を優先し現場で効果的な戦術を考案し実行した責任があるが、爆撃は航空軍司令官ヘンリー・アーノルドに命じられた任務であり、ルメイの役割が誇大に語られる傾向がある。ルメイの就任でB-29の攻撃法が夜間中心に変わったが、都市爆撃（無差別爆撃）の枠組みは、統合参謀本部の決定、焼夷弾攻撃の準備、東京や名古屋でのハンセルによる無差別爆撃の試行などルメイ就任前から進められていた。
2013年5月7日、第2次安倍内閣は東京大空襲についての答弁書を閣議決定した。答弁書では、「国際法の根底にある基本思想の一つたる人道主義に合致しない」点を強調する一方、「当時の国際法に違反して行われたとは言い切れない」とも指摘し、アメリカ合衆国への直接的な批判は事実上避けている。

## 空襲の一覧

### 1944年

#### 11月
- 1944年11月24日に111機のB-29による北多摩郡武蔵野町の中島飛行機武蔵製作所、江戸川区、荏原区、品川区、杉並区、保谷町、小金井町、久留米村、東京港などに対する初の戦略爆撃としての空襲（サン・アントニオ1号作戦）を行った[29][66]。死者224人[29]。これ以降アメリカ軍は1945年2月まで各回70-80機程2、死者32人[29]。当時軍用地だった浜離宮も空襲された[186]。
- 1944年11月30日、芝区、麻布区、日本橋区、葛飾区空襲[29]。日本橋区への初めて空襲[186]。

#### 12月
- 1944年12月3日、杉並区、板橋区、江戸川区、滝野川区、北多摩郡武蔵野町空襲。死者184人[29]。
- 1944年12月6日、江戸川区空襲。死者3人[29]。
- 1944年12月10日、麹町区、城東区、浅草区、江戸川区空襲。死者1人[29]。
- 1944年12月11日、大森区、品川区空襲。死者1人[29]。
- 1944年12月12日、豊島区、小石川区、東京湾空襲。死者6人[29]。
- 1944年12月15日、江戸川区空襲[29]
- 1944年12月20日、世田谷区空襲[29]
- 1944年12月21日、江戸川区空襲、死者4人[29]。
- 1944年12月24日、江戸川区空襲[29]
- 1944年12月27日、板橋区、中野区、杉並区、王子区、淀橋区、城東区、小石川区、深川区、品川区、世田谷区、葛飾区、麹町区、日本橋区、京橋区、芝区、麻布区、牛込区、北多摩郡武蔵野町、保谷町空襲。死者51人[29]。
- 1944年12月30日、浅草区、本所区、日本橋区空襲[29]
- 1944年12月31日、神田区、本郷区、下谷区、浅草区、本所区、向島区空襲、死者5人[29]。

### 1945年

#### 1月
- 1945年1月1日、下谷区、浅草区、本所区、向島区、江戸川区空襲、死者5人[29]。
- 1945年1月5日、城東区空襲、死者3人[29]。
- 1945年1月9日、麹町区、芝区、牛込区、深川区、大森区、杉並区、板橋区、北多摩郡武蔵野町、保谷町、田無町空襲、死者28人[29]。
- 1945年1月11日、東京湾空襲[29]
- 1945年1月27日、エンキンドル3号作戦[66]。麹町区、日本橋区、京橋区、麻布区、赤坂区、牛込区、小石川区、荒川区、向島区、下谷区、本所区、深川区、王子区、葛飾区、江戸川区、足立区、本郷区、浅草区、板橋区、中野区、杉並区、荏原区、渋谷区、北多摩郡小金井町、南多摩郡元八王子村、恩方村空襲、死者539人[29]。エンキンドル3号作戦では、中島飛行機武蔵製作所を狙って出撃した76機のB-29のうち56機が有楽町・銀座地区へ目標を変更、有楽町駅は民間人の遺体であふれた（銀座空襲）[66]。京橋区は大きな被害を受けた[186]。
- 1945年1月28日、蒲田区、本郷区、浅草区、荒川区空襲、死者15人[29]。
- 1945年1月29日、葛飾区、伊豆諸島空襲[29]

#### 2月
- 1945年2月2日、城東区、下谷区空襲、死者4人[29]。
- 1945年2月9日、深川区、王子区、京橋区、赤坂区、葛飾区、江戸川区、渋谷区空襲[29]
- 1945年2月14日、向島区空襲、死者47人[29]。
- 1945年2月15日、八丈島、新島空襲[29]。米空母機動部隊艦載機による本土初空襲（ジャンボリー作戦）。関東の軍需工場が標的。
- 1945年2月16日、大森区、渋谷区、中野区、杉並区、蒲田区、板橋区、世田谷区、葛飾区、牛込区、目黒区、北多摩郡調布町、八丈島空襲、死者3人[29]。
- 1945年2月17日、赤坂区、大森区、淀橋区、中野区、杉並区、蒲田区、城東区、深川区、立川市、北多摩郡武蔵野町、三鷹町、保谷町、神代町、大和村、砂川村、南多摩郡日野町、由木村、堺村、西多摩郡五日市町空襲、死者196人[29]。城東区、深川区では死者15人[29]。
- 1945年2月19日、神田区、京橋区、赤坂区、四谷区、本郷区、本所区、深川区、蒲田区、江戸川区、荒川区、王子区、板橋区、世田谷区、足立区、渋谷区、城東区、葛飾区、北多摩郡谷保村、神代村、西府村空襲、死者163人[29]。
- 1945年2月24日、浅草区、下谷区、神田区空襲、死者102人[29]。
- 1945年2月25日、ミーティングハウス1号作戦。
- 1945年2月26日、荒川区、足立区空襲[29]

#### 3月
- 1945年3月4日、豊島区、滝野川区、城東区、向島区、杉並区、本郷区、葛飾区、足立区、深川区、荒川区、下谷区、江戸川区、北多摩郡田無町、保谷町、府中町、久留米村空襲。死者650人、被害家屋4085戸[29]。
- 1945年3月5日、江戸川区、城東区、目黒区、蒲田区空襲。死者2人[29]。
- 1945年3月7日、八丈島空襲、死者1人[29]。
- 1945年3月10日、ミーティングハウス2号作戦

(東京大空襲・下町空襲)。死者10万人。負傷者100万人。
- 1945年3月14日、新島空襲、死者7人[29]。

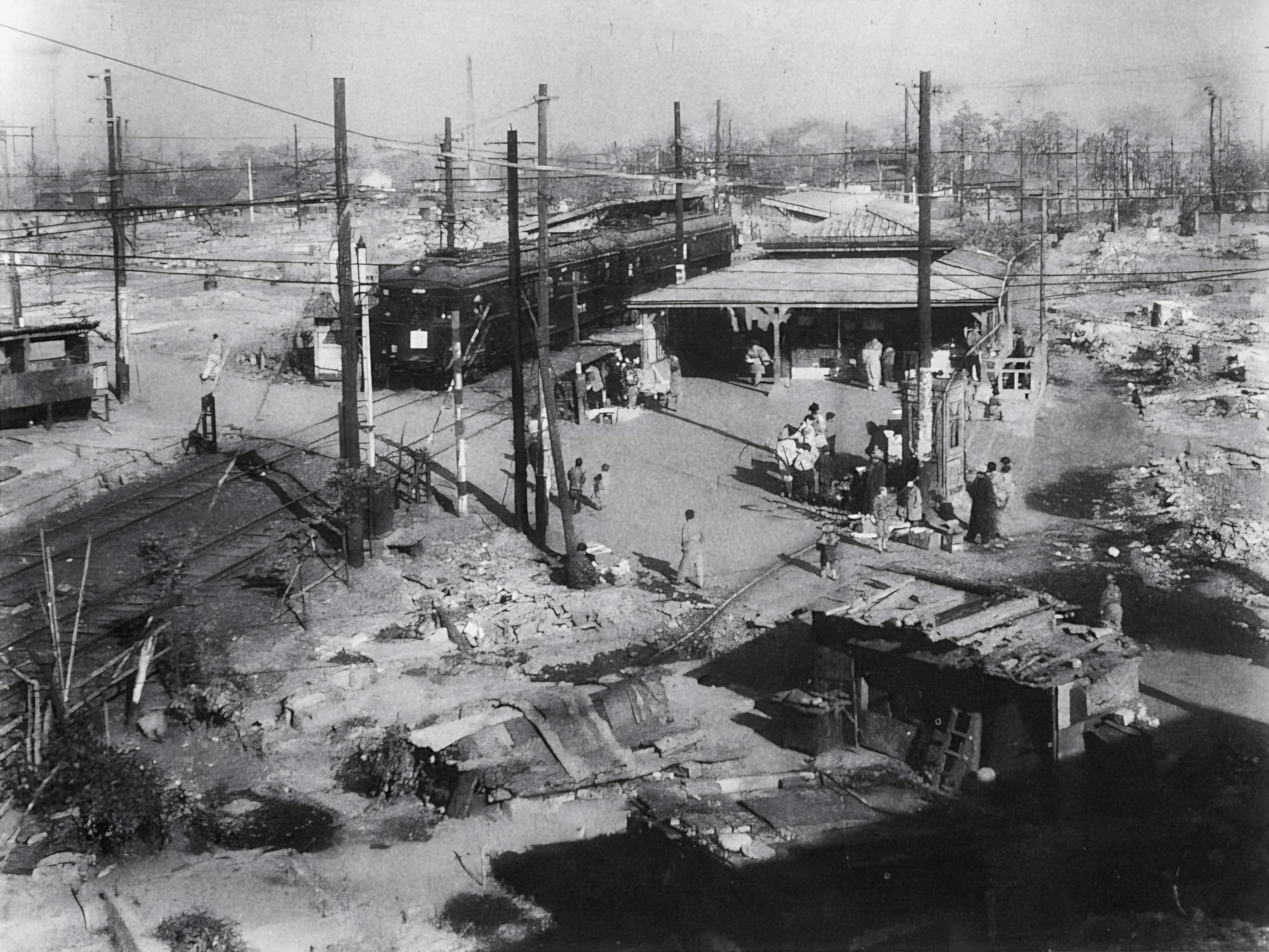
1945年の戸越公園駅。空襲で周囲が焼け野原と化している

- 1945年3月18日、浅草区空襲、死者2人[29]。
- 1945年3月30日、深川区空襲、死者6人[29]。
- 1945年3月31日、四谷区、牛込区空襲、死者19人[29]。

#### 4月
- 1945年4月1日、淀橋区、豊島区空襲、死者17人[29]。
- 1945年4月2日、北多摩郡武蔵野町、板橋区、杉並区空襲、死者220人[29]。
- 1945年4月4日、淀橋区、下谷区、芝区、向島区、深川区、品川区、大森区、荏原区、蒲田区、江戸川区、世田谷区、立川市、北多摩郡府中町、武蔵野町、田無町、東村山町、小平町、清瀬村、保谷村、久留米村、拝島村、村山村、国分寺町、三鷹町、昭和町、南多摩郡日野町、加住村、川口村、西多摩郡福生村、西秋留村空襲、死者710人[29]。
- 1945年4月7日、新島、杉並区、四谷区、大森区、蒲田区、板橋区、世田谷区、北多摩郡調布町、武蔵野町空襲。死者44人[29]。
- 1945年4月12日、杉並区、板橋区、荒川区、滝野川区、北多摩郡武蔵野町、大和村、保谷町、田無町、南多摩郡七生町、新島、空襲。死者94人[29]。
- 1945年4月13日 - 4月14日、城北大空襲[187]。B29は330機。神田区、豊島区・渋谷区・向島区・深川区、淀橋区、小石川区、四谷区、麹町区、滝野川区、赤坂区、牛込区、荒川区、板橋区、中野区、王子区（現在の北区北部）、足立区、本郷区、下谷区、葛飾区、日本橋区、杉並区、江戸川区、城東区、浅草区空襲。死者2459人、焼失17万1370戸[29]。宮城御所も被害にあう[31]。
- 1945年4月15日 - 4月16日、八丈島、荏原区、大森区、品川区、目黒区、蒲田区、芝区、麻布区、世田谷区、渋谷区、向島区、日本橋区、江戸川区空襲[29]。B29・202機。死者841名。焼失5万874戸[29]。主として羽田・大森・荏原・蒲田方面。隣接している川崎市も同時に空襲を受けた（城南京浜大空襲）。空襲・機銃掃射を受け死傷者4004人、約22万戸もの家屋を焼失した。
- 1945年4月18日、北多摩郡府中町空襲[29]
- 1945年4月19日、荏原区、目黒区、大森区、渋谷区、杉並区、世田谷区、立川市、北多摩郡府中町、昭和町、大和村、三鷹町、小平町空襲。死者8人[29]。
- 1945年4月24日、立川市、北多摩郡大和村、砂川村、小平町、東村山町、昭和町、西多摩郡三田村、古里村空襲。死者246人[29]。
- 1945年4月25日、北多摩郡砂川村空襲[29]
- 1945年4月28日 - 4月29日、北多摩郡昭和町空襲[29]
- 1945年4月30日、立川市、北多摩郡昭和町、大和村、南多摩郡由井村、神津島空襲[29]

#### 5月
- 1945年5月1日、八丈島、三宅島空襲[29]
- 1945年5月7日、足立区、王子区空襲[29]

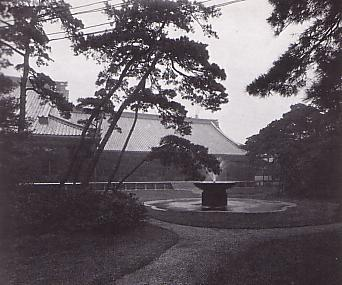
1945年5月25日の空襲で焼失した明治宮殿

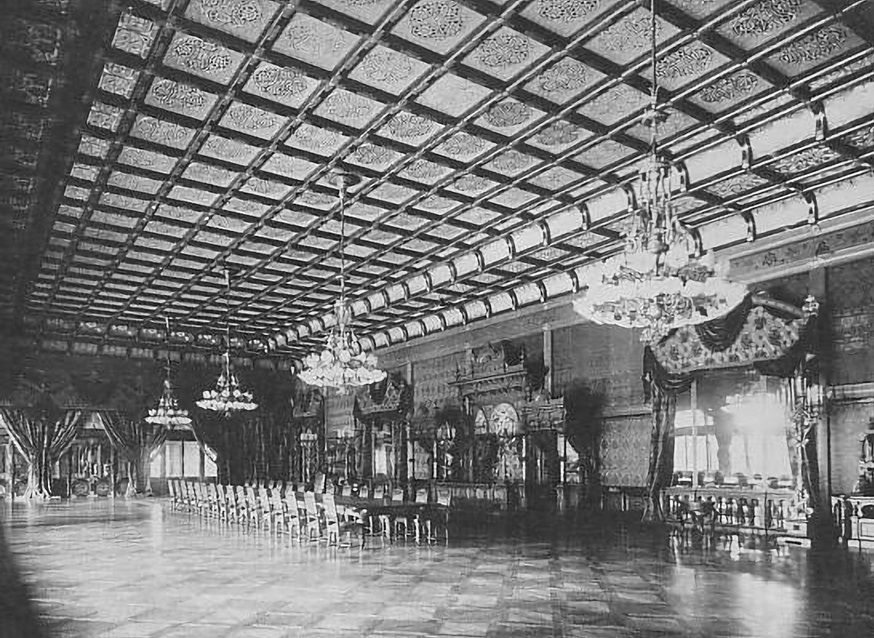
明治宮殿豊明殿。跡地には1968年現在の宮殿が建設された。

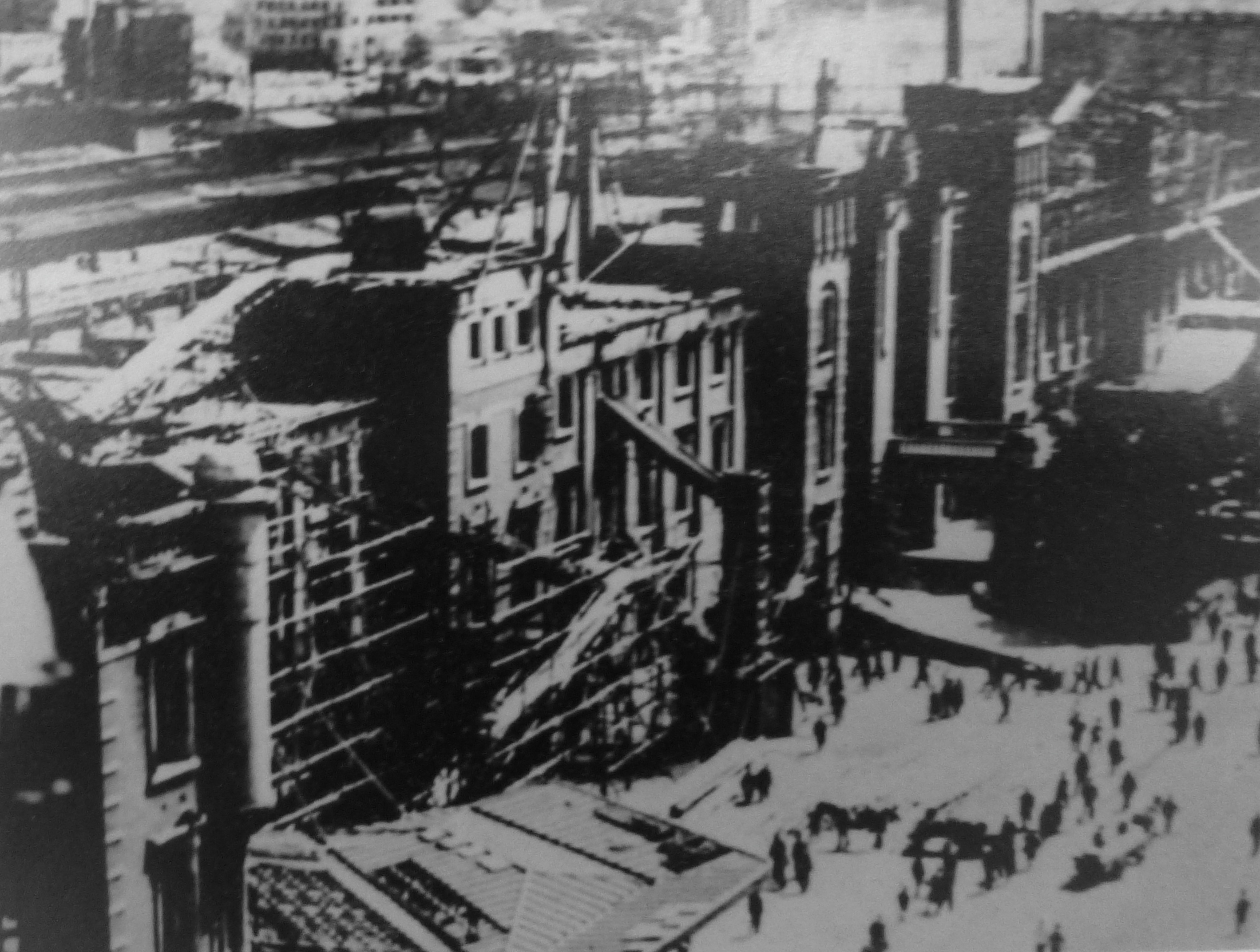
1945年5月25日の空襲を受けた東京駅

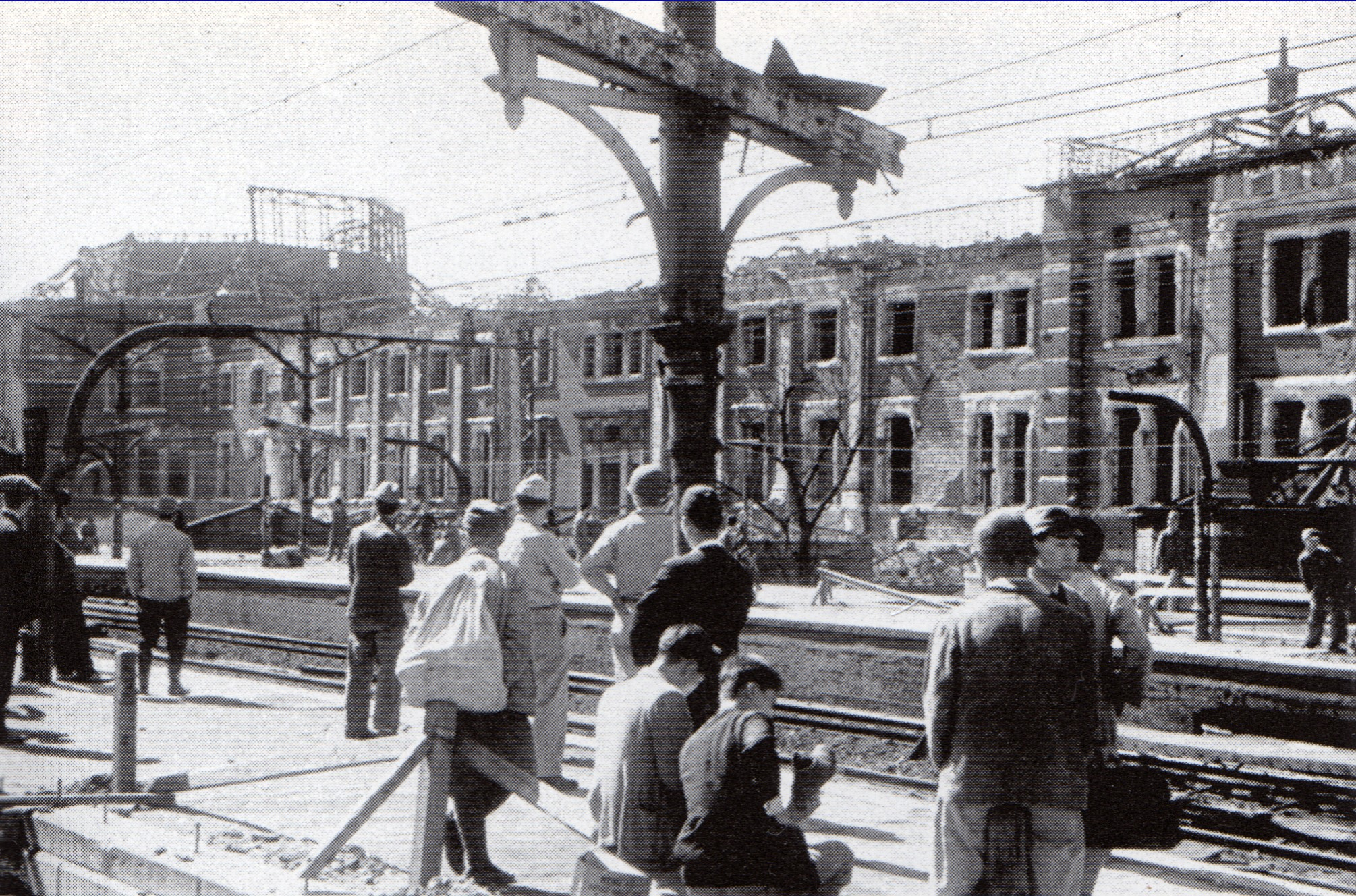
東京駅のプラットホームの屋根も焼失した。

- 1945年5月12日、足立区空襲。死者3人[29]。
- 1945年5月19日、浅草区、荒川区、向島区空襲。死者10人[29]。
- 1945年5月20日、東京湾羽田沖
- 1945年5月23日、浅草区、麻布区
- 1945年5月24日、B29・525機。死者762名。焼失6万5千戸。主として麹町・麻布・牛込・本郷方面。日本橋区、浅草区、麹町区、麻布区、牛込区、本郷区、品川区、中野区、板橋区、四谷区、江戸川区、京橋区、豊島区、蒲田区、荏原区、渋谷区、杉並区、赤坂区、世田谷区、目黒区、芝区、大森区、淀橋区空襲[29]。死者762人、被害家屋64,487戸[29]。
- 1945年5月25日、山の手に470機ものB29が来襲（山の手大空襲）。死者3651名。焼失16万6千戸。主として中野・四谷・牛込・麹町・赤坂・麻布、芝、世田谷、渋谷区、青山通り方面。目黒区、杉並区、小石川区、本郷区、大森区、品川区、城東区、深川区、浅草区、葛飾区、荒川区、江戸川区、滝野川区、下谷区、京橋区、淀橋区、足立区、神田区、荏原区、豊島区、日本橋区、王子区、板橋区、向島区、立川市、北多摩郡国分寺町、調布町、三鷹町、田無町、小平町、谷保村、昭和町、砂川村、村山村、狛江村、多磨村、南多摩郡町田町、忠生村、鶴川村、稲城村、浅川町、西多摩郡大久野村、平井村、西多摩村、瑞穂町、調布村空襲[29]。死者3242人、被害家屋156,430戸[29]。国会議事堂周辺や東京駅、皇居も被災し明治宮殿が焼失した[31]。御文庫に避難していた昭和天皇と香淳皇后は無事だった。死傷者は7415人[要出典]となった。また東京陸軍刑務所に収容されていた62人のアメリカ人捕虜が焼死した（東京陸軍刑務所飛行士焼死事件）。
- 1945年5月29日、大森区、蒲田区、芝区、品川区、目黒区、四谷区、牛込区空襲で死者41人[29]。
- 1945年5月31日、大島空襲[29]

#### 6月
- 1945年6月5日、新島空襲[29]。6月9日、八丈島空襲[29]。
- 1945年6月10日、板橋区、立川市、北多摩郡大和村、村山村、国分寺町空襲[29]。死者291人[29]。同日の八丈島空襲では死者2人[29]。
- 1945年6月11日、杉並区、世田谷区、北多摩郡昭和町、大和村、八王子市、西多摩郡西多摩村空襲[29]。
- 1945年6月12日、6月15日神津島空襲、6月19日神津島と式根島空襲[29]。
- 1945年6月20日、八丈島空襲[29]

#### 7月
- 1945年7月1日（死者5人）、7月3日、7月5日（死者3人）、八丈島空襲[29]。
- 1945年7月6日、八王子市、南多摩郡加住村、元八王子村、北多摩郡村山村空襲[29]。死者4人[29]。
- 1945年7月8日、板橋区、立川市、北多摩郡久留米村、保谷村、昭和町、谷保村、南多摩郡元八王子村、浅川町空襲[29]。死者4人[29]。
- 1945年7月9日、北多摩郡空襲[29]
- 1945年7月10日、下谷区、板橋区、立川市、北多摩郡東村山町、多磨村、調布町、西多摩郡福生町、新島空襲[29]。死者6人[29]。
- 1945年7月12日-7月13日、蒲田区空襲[29]。死者16人[29]。
- 1945年7月13日、新島空襲[29]。死者2人[29]。
- （1945年7月16日、米国ニューメキシコで最初の核実験成功[188]）
- 1945年7月19日、江戸川区、新島空襲[29]。死者1人[29]。
- 1945年7月20日、東京駅東側空襲[29]。死者1人[29]。
- 1945年7月27日、新島空襲[29]
- 1945年7月28日、板橋区、渋谷区、城東区、三鷹町、南多摩郡横山村、元八王子村、西多摩郡西秋留村、東秋留村、霞村空襲[29]。死者4人[29]。
- 1945年7月29日、北多摩郡保谷村空襲[29]。死者3人[29]。
- 1945年7月30日、西多摩郡西秋留村、新島空襲[29]。死者1人[29]。

#### 8月
- 1945年8月1日-8月2日、八王子空襲 B29・169機。死者225[29] - 473人[189]。焼失家屋14,147戸[29]。八王子市、立川市、北多摩郡昭和町、砂川村、西多摩郡福生町、南多摩郡日野町、浅川町、横山村、元八王子村、川口村、恩方村、由井村、江戸川区空襲[29]。
- 1945年8月3日、杉並区、滝野川区、王子区、板橋区空襲[29]。死者2人[29]。
- 1945年8月5日、八王子空襲[29]。死者52人[29]。P-51戦闘機が新宿発長野行きの下り419列車に機銃掃射をかけ、多数の被害者が出た湯の花トンネル列車銃撃事件が発生。
- 1945年8月7日、大島空襲[29]
- 1945年8月8日、足立区、板橋区、北多摩郡武蔵野町、新島空襲[29]。死者72人[29]。
- 1945年8月10日、板橋区、王子区、滝野川区、足立区、西多摩郡霞村、多西村空襲[29]。死者195人[29]。
- 1945年8月13日、京橋区、蒲田区、大森区、品川区、荏原区、芝区、下谷区空襲[29]。死者29人[29]。
- 1945年8月15日、西多摩郡青梅町空襲[29]

## 被害

### 死傷者数
空襲による被害者の総数は不明であるが、1995年の東京新聞調査では全国で55万9197人、東京で11万6959人であった。8万3793名が死亡したとする説もある。

### 死亡した著名人
- 3月10日の下町大空襲
  - 太田仲三郎（実業家）
  - 立花家扇遊（色物芸人）
  - 豊嶌雅男（大相撲力士）
  - 古屋慶隆（衆議院議員・元内務省政務次官）
  - 枩浦潟達也†（大相撲力士）
  - 琴ヶ浦善治郎（元大相撲力士・世話人）
  - 西岩成吉（大相撲年寄）
  - 吉村操（映画監督）
  - 徳三宝（柔道家）
  - 増田勇（医師・ハンセン病先覚者）
  - 六代目一龍斎貞山（講釈師）
  - 初代吉慶堂李彩（奇術師）
  - 天野喜久代[要出典]（歌手・女優）
  - 山岸荷葉（小説家・書家）
  - 河井荃廬（篆刻家）
  - 増地庸治郎（経営学者・東京商科大学教授兼東京帝国大学教授）[192]
  - 寿家岩てこ（大神楽・漫才師）
  - 柳亭左喬（落語家・漫才師）
- 5月25日の山手大空襲
  - 石井菊次郎†（元外務大臣）
  - 織田萬（法学者）
  - 四代目柳家枝太郎 （音曲師）
  - 柳瀬正夢（画家）
  - 谷口恒二（前大蔵次官, 日本銀行副総裁）
  - 安藤照（彫刻家）
  - 加藤雄策（実業家・馬主 空襲被害の翌日に死去）
  - 野村無名庵（演芸・落語評論家）
  - 中村英一 （フィールドホッケー選手・1932年ロサンゼルス五輪代表・陸軍准尉）

† 行方不明（死亡認定）

### 建造物
御所・御殿
- 宮城（1945年4月13日空襲[31]）

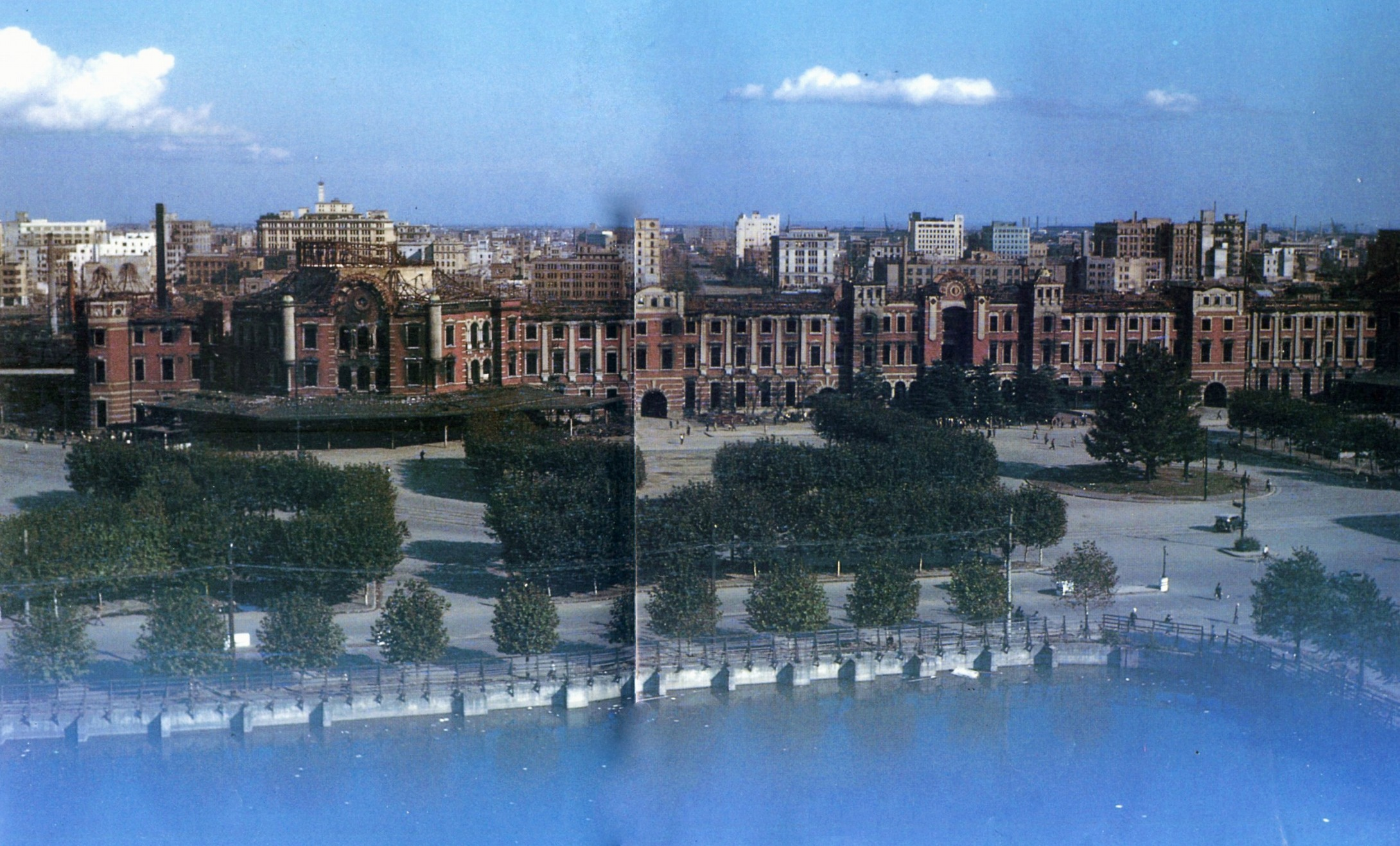
1945年5月25日の空襲で焼失した東京駅の全景（1945年撮影）

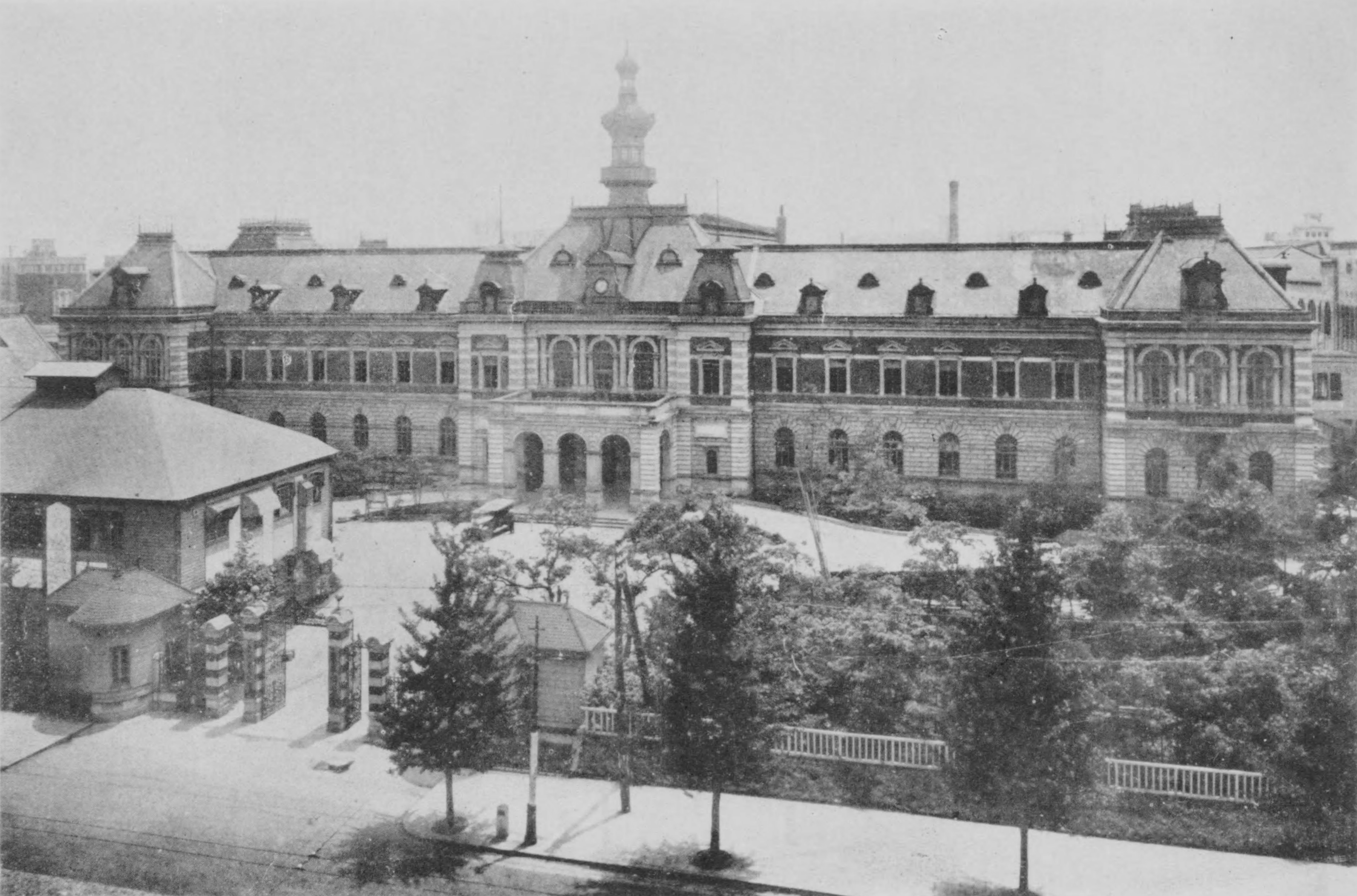
1945年5月25日の空襲で焼失した東京府庁舎（1930年代）。妻木頼黄設計で1894年完工。

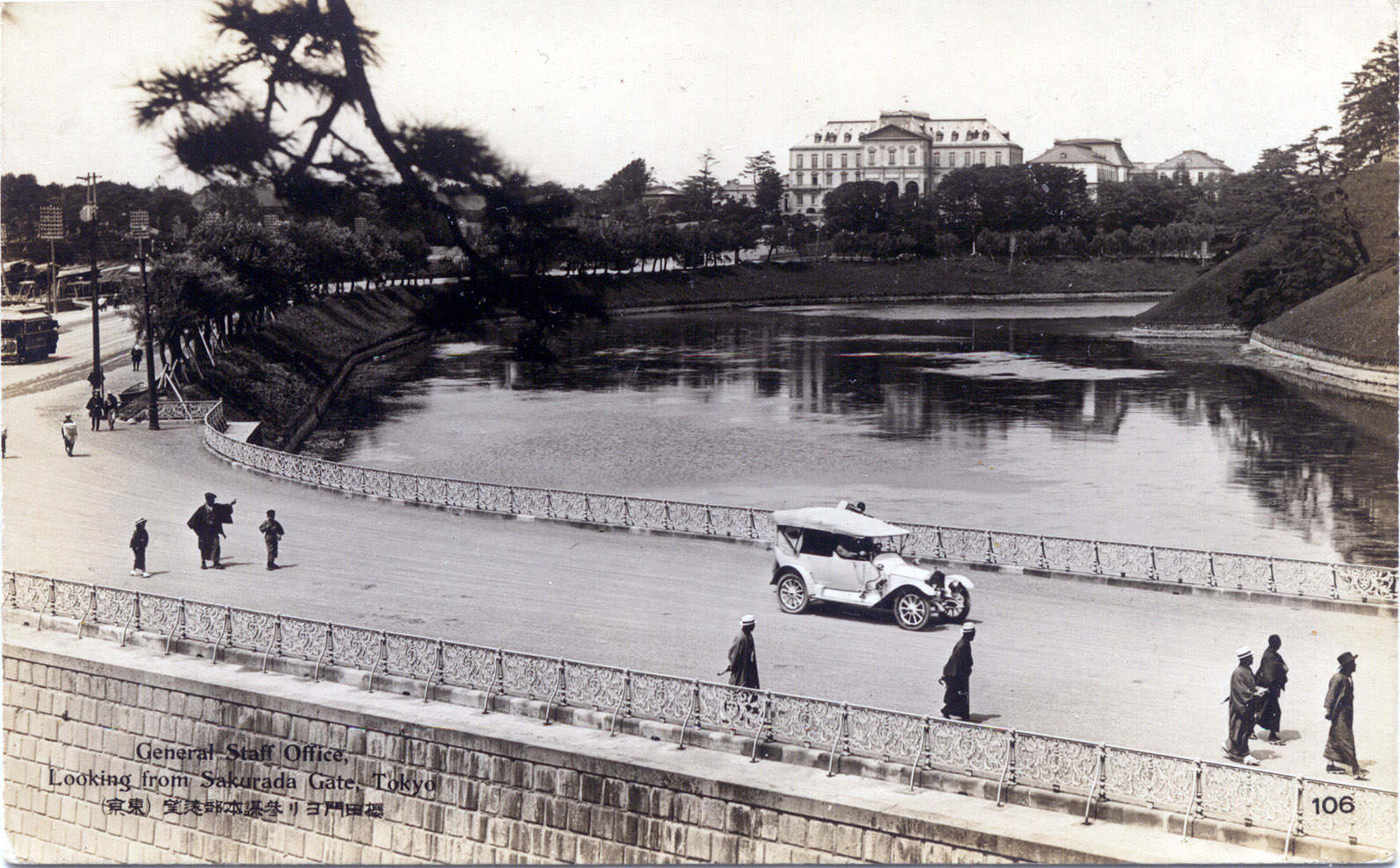
空襲で焼失した大日本帝国陸軍参謀本部（明治末期撮影

- 賢所参集所（1945年4月13日空襲で焼失[31]）
- 賢所仮殿（1945年4月13日空襲で焼失[31]）
- 御羽車舎（1945年4月13日空襲で焼失[31]）
- 進修館（1945年4月13日空襲で焼失[31]）
- 明治宮殿（1945年5月25日空襲[31]）
- 主馬寮厩仕合宿所（1945年2月25日空襲[31]）
- 赤坂御用地内にある各宮邸
- 大宮御所（1945年2月25日、5月25日空襲[31]）
- 秩父宮御殿（1945年2月25日、5月25日空襲[31]）
- 東宮御所（1945年5月25日空襲[31]）
- 青山御殿（1945年5月25日空襲[31]）
- 三笠宮御殿（1945年5月25日空襲[31]）
- 伏見宮御殿（1945年5月25日空襲[31]）
- 閑院宮御殿（1945年5月25日空襲[31]）
- 梨本宮御殿（1945年5月25日空襲[31]）
- 霞ヶ関離宮（1945年5月25日空襲[31]）

官公署
- 参謀本部庁舎
- 海軍省・軍令部合同庁舎
- 外務省庁舎
- 司法省庁舎
- 大審院
- 駐日ドイツ国大使館
- 東京府庁舎（1945年5月25日の空襲で焼失）

鉄道施設
- 東京駅 - 丸の内赤レンガ駅舎
- 帝都高速度交通営団(現在の東京メトロ銀座線)

宗教施設

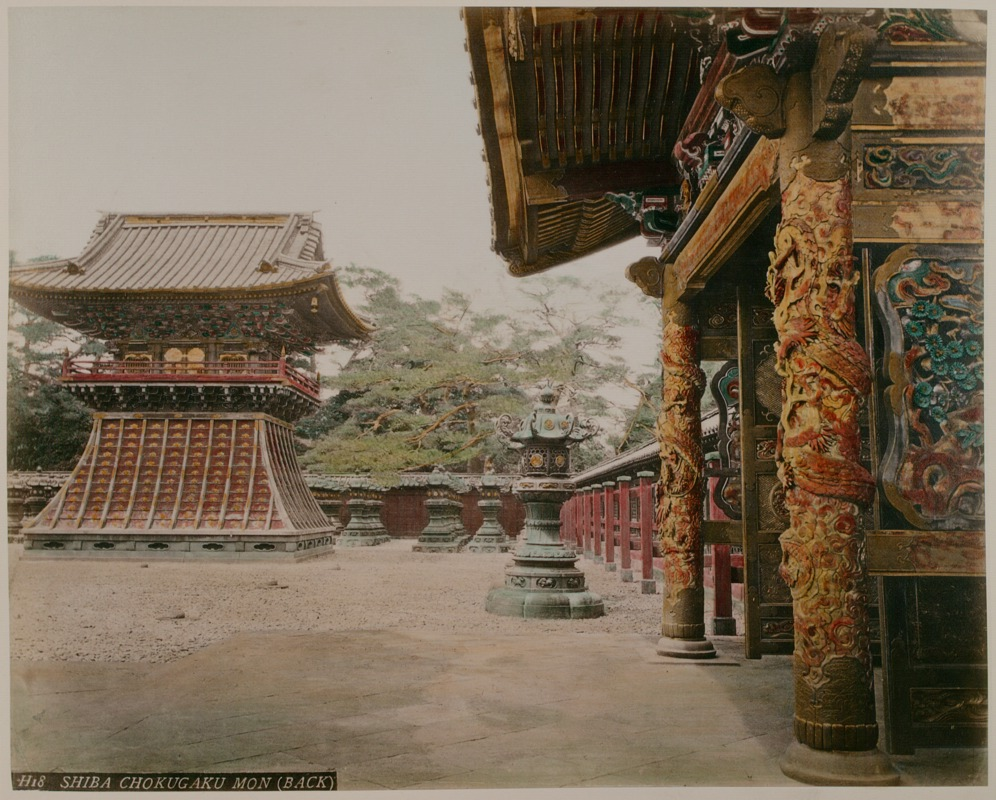
空襲で焼失した徳川家継霊廟有章院霊廟

東京都内神社236〜326社が被災したとされる。
- 明治神宮 - 本殿・隔雲亭
- 浅草寺 - 本堂（観音堂）・五重塔（1945年3月10日焼失）
- 増上寺 - 本堂（大殿）、開山堂、伽藍・五重塔、徳川家霊廟[194]
- 寛永寺 - 弁天堂、徳川家霊廟
- 徳川家霊廟（旧国宝）
  - 増上寺内霊廟
    - 徳川家宣霊廟、文昭院霊廟（増上寺）（1945年3月10日焼失）
    - 徳川家継霊廟、有章院霊廟（増上寺）（1945年3月10日焼失）
    - 芝東照宮（1945年5月25日焼失[195]）
    - 徳川秀忠霊廟、台徳院霊廟（1945年5月25日焼失）
    - 崇源院霊牌所（1945年5月25日焼失）

  - 寛永寺内霊廟
    - 徳川家綱霊廟、厳有院霊廟（寛永寺）（1945年3月10日焼失）
    - 徳川綱吉霊廟、常憲院霊廟（寛永寺）（1945年3月10日焼失）
- 麻布山善福寺 - 本堂
- 池上本門寺 - 仁王門・祖師堂・鐘楼・釈迦堂（本殿）・御廟所（1945年4月15日焼失[196]）
- 伝通院 - 山門・本堂
- 法禅寺、安民寺（神田寺）- 全焼[197]
- 高岩寺（とげぬき地蔵）- 全焼
- 眞光寺 - 富元山瑞泉院 全焼[198]
- 泉岳寺 - 山門・義士館以外が焼失[199]
- 賢崇寺
- 飛木山普門院圓通寺（円通寺）[198]
- 医王山泉龍寺[198]
- 東光山長命院薬王寺[198]
- 熊野山高輪院安泰寺[198]
- 神向山華光院常演寺
- 善光寺東京別院
- 常端寺（向山）
- 日枝神社 - 本殿・幣殿・拝殿・中門・透塀など旧国宝
- 愛宕神社 - 本殿・幣殿・拝殿・社務所
- 穴八幡神社 - 隨神門
- 富岡八幡宮
- 神田明神 - 社殿（コンクリート製）を除く建造物[200]
- 築土神社 - 1945年4月、空襲により社殿、社宝全焼[201]
- 根津神社[202]
- 東郷神社
- 乃木神社
- 松蔭神社
- 靖国神社 - 遊就館、付属書庫[203]
- 須賀神社[204]
- 馬込八幡神社[204]
- 芝大神宮[204]
- 穴守稲荷神社 - 客殿・社務所
- 東京大司教座聖堂・カトリック関口教会
- 麹町聖テレジア教会

教育・研究施設
- 東京帝国大学 - 懐徳館（旧前田邸）

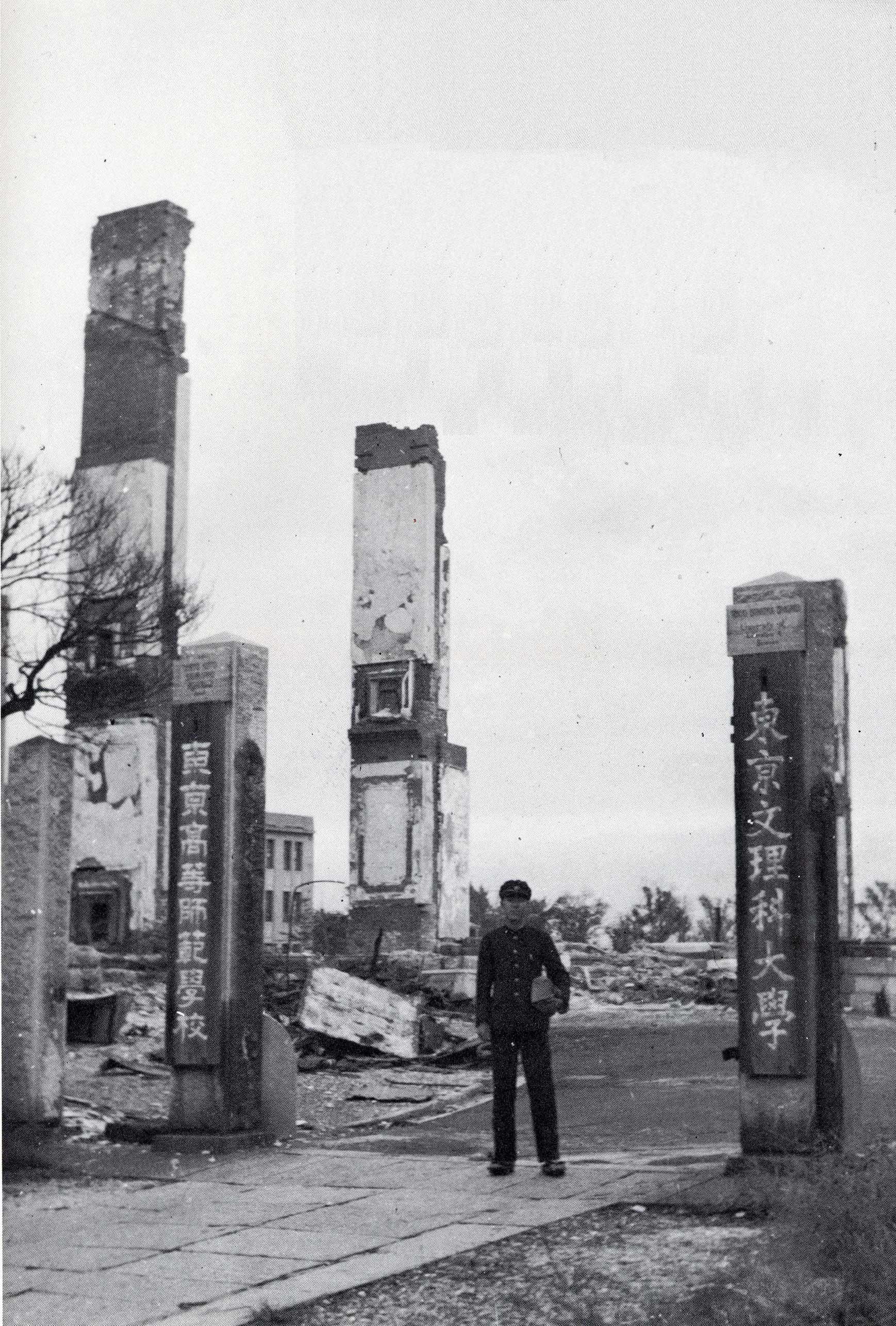
空襲で全焼した東京文理科大学

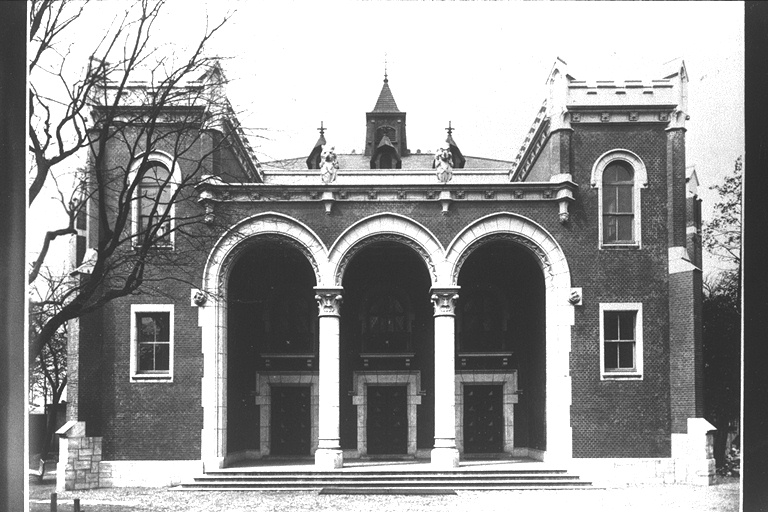
1945年5月25日の空襲で焼失した慶應義塾大学三田大講堂

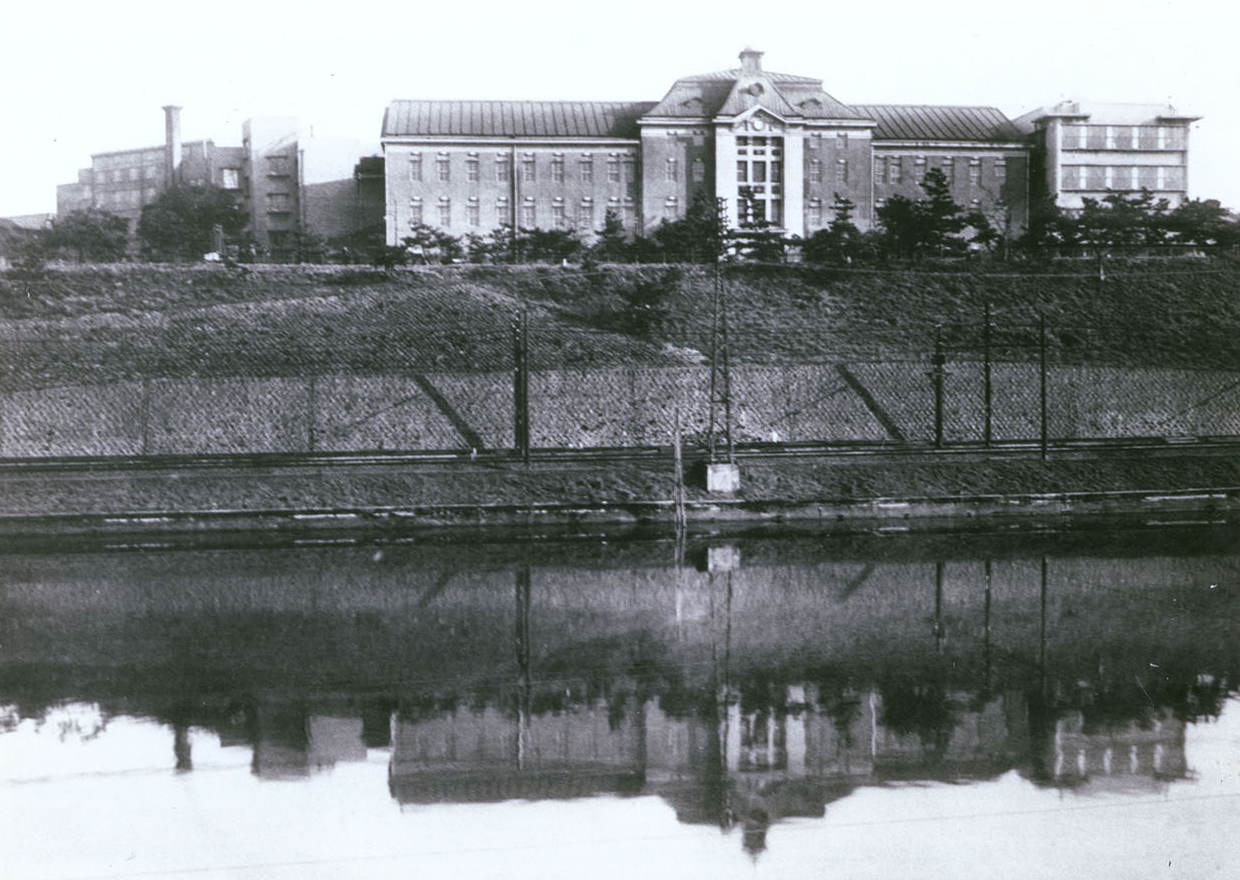
1945年5月25日の空襲で全焼した法政大学旧第一校舎

- 旧制東京高等学校（現・東大教養学部および東大教育学部附属中等教育学校）
- 東京文理科大学
- 東京農業大学
- 東京高等工芸学校（現・千葉大学）
- 都立化学工業専門学校（現・東京都立大学）
- 早稲田大学 - 恩賜記念館・第一高等学院・大隈会館（旧大隈重信邸）
- 慶應義塾大学 - 図書館旧館・三田大講堂・旧福澤諭吉邸（1945年5月25日の空襲で焼失）・亜細亜研究所（旧徳川達孝邸）
- 明治大学 - 駿河台体育館（4月13日の空襲による）[205]・和泉予科講堂
- 法政大学 - 旧第一校舎
- 拓殖大学 - 恩賜記念講堂
- 日本医科大学
- 東洋大学
- 大倉経済専門学校（現・東京経済大学）
- 高千穂経済専門学校（現・高千穂大学）
- 青山学院工業専門学校
- 善隣協会専門学校
- 多摩帝国美術学校
- 大成學館尋常中学校
- 順天中学校
- 成城学園初等学校
- 女子学習院
- 帝国音楽学校
- 東京都立日比谷図書館
- 大原社会問題研究所（旧山内多門邸）

医療施設
- 東京大学医学部附属病院[206]
- 東京慈恵会医科大学附属病院
- 江東病院
- 慶應義塾大学病院[207]
- 日大板橋病院
- 三井記念病院
- 東京都立深川病院
- 城東病院
- 同仁会東京病院（明和病院）
- 神尾記念病院
- 青山脳病院
- 松沢病院
- 右田病院（八王子）

文化的建造物等
- 松江藩松平家上屋敷（赤坂）の表門[208]
- 薩摩藩島津家中屋敷（外桜田）[208]
- 岡山藩池田家上屋敷の表門[208]
- 明治座
- 歌舞伎座
- 新橋演舞場
- 浅草国際劇場

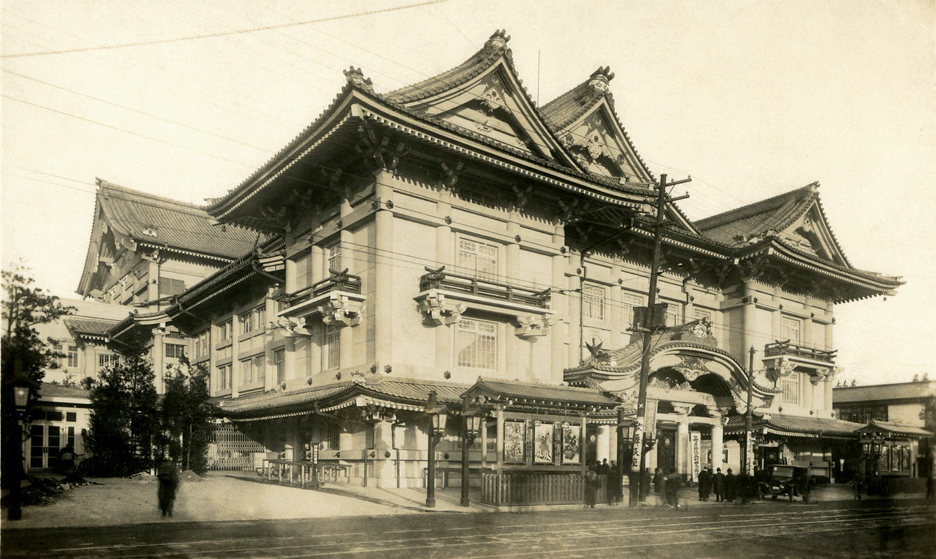
5月25日の空襲で焼失した歌舞伎座

- 両国の国技館（のちの日大講堂、現在の両国国技館とは位置が異なる）
- 帝国ホテル（1945年3月10日空襲で被害）
- 野々宮写真館アパート
- 子規庵 - 1945年4月14日の城北大空襲で焼失
- 偏奇館 - 永井荷風邸宅。膨大な蔵書も焼失。荷風は空襲恐怖症になったといわれる[209]。
- 東京海上ビルディング
- 日本料亭幸楽(後のホテルニュージャパン) - 撃墜されたB29が直撃し、大破焼失
- 日本料亭星ヶ岡茶寮
- 東日天文館

### 美術工芸

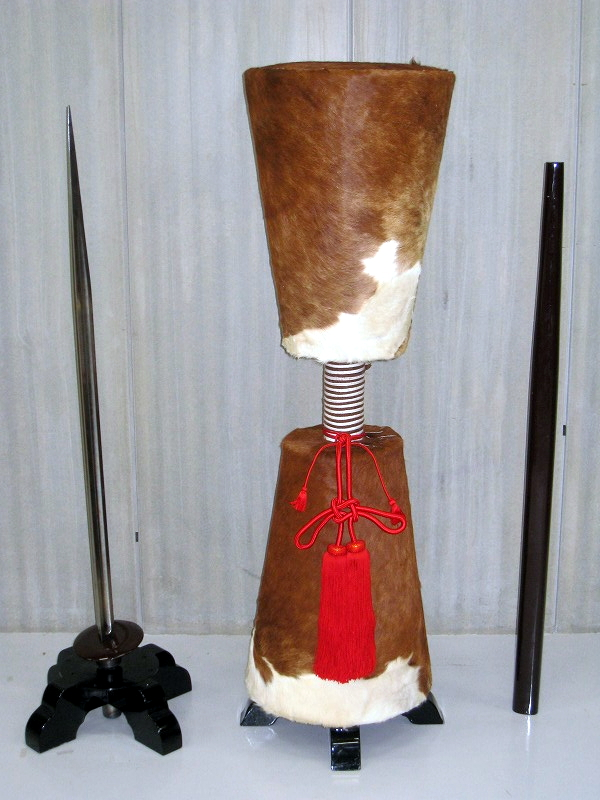
空襲で焼失した戦国時代に大名結城晴朝が作らせた御手杵(復元)。全長約3.8m、重量は6貫 (22.5kg) あったという。

戦災で焼失したものは国の指定文化財だけでも170点に上る。
- 松岡映丘『間宮林蔵肖像画』
- 堀内唯生『郊外早春』『秋景』『横浜湾を望む』
- 下岡蓮杖撮影による風景写真の乾板
- 虎徹『燈籠斬』
- 御手杵（天下三名槍の一つ）
- 池上本門寺本尊（一尊四菩薩像鎌倉時代作、四天王像江戸時代作、法華経7巻平安時代作うち1巻は現存、文化財未指定）

### 空襲を免れた地区
東京の市街地でも空襲を免れた区域がある（上図「戦災概況図」参照）。周囲が空襲で甚大な被害を受けながらも奇跡的に延焼を免れた地域としては、神田区須田町（現在の千代田区神田須田町）や向島区（現在の墨田区京島）が挙げられる。須田町では神田川が、向島区では東武亀戸線沿いを流れていた小川がそれぞれ防火線となり、住民が川の泥や豆腐などを投じてまで懸命な防火活動にあたったことから、被害を免れた。またこの地区にも焼夷弾が落ちたが、空中で分解されずにそのまま落下したため不発弾となって軟弱な土中に深く埋まってしまい、そのため亀戸線で限られた地域が焼け残った。この両地域は空襲以前にも関東大震災の際にも延焼を免れ、ほぼ大正初期の路地構成や建物の面影を今に残す、下町一帯の中では希有な地域である。ただし、「生き残った」ことにより、自動車も通れない明治大正期の極狭路地が迷路のように走る同地帯は、現在では防災面で深刻な問題のある地域として懸念され、現在に至るまでさまざまな防災に関するまちづくり、取り組みが行われているが、自動車が通れないがゆえに重大な交通事故の発生を大幅に防ぐことができているという実態もある。中央区の佃島・月島地区も晴海運河が延焼を食い止めたことから戦火を免れ、現在も戦前からの古い木造長屋が残っている。3月10日の下町空襲で壊滅状態となった対岸部の深川区（現在の江東区）とは、明暗が分かれた形となった。
丸の内・有楽町付近では東京府庁と東京駅が空襲を受け全半壊したものの、内堀通り一帯の第一生命館や明治生命館などが立ち並んでいた界隈は空襲を免れている。これは、占領後の軍施設に使用することを想定していたと言われている。宮城は対象から外されていたが、5月25日の空襲では類焼により明治宮殿が炎上した。このため、松平恒雄宮内大臣が責任を取って辞任している。
東京帝国大学付近はロックフェラー財団の寄付で建てられた図書館があったことから空襲の被害は軽微だったが、懐徳館を焼失している。
また築地や神田神保町一帯が空襲されなかったのも、アメリカ聖公会の建てた聖路加国際病院や救世軍本営があったからとも言われるが定かではない。築地には木村屋總本店のパン工場があり、戦後の占領・駐留を見越して、食糧調達のため爆撃の対象から外したとされる。神保町を空襲しなかった理由に古書店街の蔵書の焼失を恐れたためという俗説もあるが、アメリカ軍は5月14日の名古屋大空襲で国宝名古屋城を焼いたり、ドイツのドレスデン爆撃などで文化財の破壊を容赦なく行っていることから信憑性は低い。なお、日本正教会のニコライ堂（東京復活大聖堂）およびその関連施設も空襲を免れ、現代に残っている。遺体の収容場所が足りなくなったことによる本郷の町会の要請により、大聖堂には一時的に遺体が収容された。

## 記録
3月10日の空襲の惨状は、警視総監より撮影の任務を受けた、警視庁の石川光陽によって、33枚の写真が残された（上の画像参照）。それらは戦後、連合国軍最高司令官総司令部 (GHQ) からネガを引き渡すよう命令が下るが、石川はこれを拒否し、ネガの代わりにプリントを提出することで追求を逃れる一方、ネガを自宅の庭に埋めて守り保管したという。この33枚の写真は、東京大空襲の悲惨さを伝える貴重な資料となっているが、石川自身は本当はこのような写真は撮りたくないと言っている。なお、石川はほかにも1942年のドーリットル空襲から1945年5月25日の空襲まで記録写真を撮影しており、東京の空襲全体では撮影枚数は600枚を越える。
東京都江戸東京博物館やすみだ郷土文化資料館には東京大空襲に関する展示がある。2001年開館を目指して東京都平和祈念館の建設も計画されたが、実現していない。

## 東京大空襲の描写が登場する作品
映像
- NHK特集「東京大空襲」（NHK制作）1978年3月9日放送[214]。
- 「3月10日東京大空襲 語られなかった33枚の真実」（TBS制作）、2008年3月10日放送。
  - 1945年3月10日の空襲（ミーティングハウス2号作戦）において初弾が投下された4カ所の地域（現在の地域）については、1978年のNHK特集では、深川区は現在の江東区深川木場、本所区は墨田区本所、浅草区は台東区浅草、日本橋区は中央区日本橋と紹介され、2008年のTBS番組では、それぞれ江東区白河4丁目、墨田区本所3丁目、台東区西浅草かっぱ橋道具街、中央区日本橋小網町とされた。

小説
- うしろの正面だあれ - 海老名香葉子の自伝的児童書および、劇場版アニメーション作品
- ガラスのうさぎ - 高木敏子の児童文学および、実写映画、テレビドラマ、劇場版アニメーション作品
- 終りに見た街 - 脚本家山田太一の小説および、テレビドラマ化作品。主人公一家が第二次世界大戦時、昭和19年（1944年）の東京にタイムスリップする。
- 戦争と青春 - 早乙女勝元の小説および、映画化作品。
- ストックホルムの密使 - 佐々木譲の小説。劇中で山脇順三、真理子夫妻が東京大空襲に遭遇する。

ラジオドラマ
- 君の名は - 1952年に放送されたラジオドラマ、および、それを原作とした映画、舞台、テレビドラマ作品。序盤で東京大空襲が起こり、ヒロインの氏家真知子と後宮春樹が出会う。

映画
- 君の名は - 1953-1954年、大庭秀雄監督。詳細は上記を参照。
- 東京大空襲 ガラスのうさぎ - 1979年、橘祐典監督。詳細は上記を参照。
- 戦争と青春 - 1991年、今井正監督。詳細は上記を参照。
- 海賊とよばれた男 - 2016年、山崎貴監督。 百田尚樹原作小説の映画化、序盤の1945年5月の東京大空襲のシーンで登場、日本軍の夜間戦闘機月光が迎撃するも返り討ちにあって全滅している。しかし実際には、月光が迎撃に出撃した5月25日の夜間空襲において、横須賀海軍航空隊の夜間戦闘機隊黒鳥四朗少尉と倉本十三飛曹長が搭乗する月光がB-29を5機撃墜、1機撃破の戦果を挙げて無事に帰投している。
- あの日のオルガン - 2018年、平松恵美子監督

テレビドラマ
- 君の名は - 1962年、フジテレビ、詳細は上記を参照
- 君の名は - 1966年、日本テレビ、詳細は上記を参照
- 君の名は - 1976年、NETテレビ、詳細は上記を参照
- ガラスのうさぎ - 1980年、NHK、詳細は上記を参照
- 終りに見た街 - 1982年、テレビ朝日、詳細は上記を参照
- NHK連続テレビ小説
  - 君の名は（1991年放映）- 詳細は上記を参照。
  - おしん 主人公おしんの家は焼失を免れるものの、工場が焼失。その後満州から引き揚げてきた家主によっておしん一家は家を失ってしまう。
  - すずらん（1999年放映）- 萌が母親探しのため、生まれ故郷を離れ上京するが、東京大空襲に遭遇する（その後、長男・光太郎を連れて、北海道に疎開する）。
  - 純情きらり（2006年放映）- 劇中で佳境に差し掛かった頃に東京大空襲が起こる。
  - おひさま（2011年放映）- 主人公の親友が東京大空襲に罹災、戦火の中で命の恩人に恋をするシーンが描かれている。
  - 花子とアン（2014年放映）- 第1話序盤及び第24週後半で、1945年4月15日の東京大空襲に遭い大森にあった主人公の自宅兼印刷会社が焼失。
  - なつぞら（2019年放映） - 第1話序盤で主人公・なつが母とともに東京大空襲の戦火から逃げるも母とはぐれ、幼馴染に導かれて一緒に学校のプールに飛び込み命拾いしたシーンが、実写とアニメで描かれている。
  - 虎に翼（2024年放映） - 主人公の大学の同窓生である山田よねが働く「カフェー燈台」が所在する上野が、3月10日に戦火に見舞われるシーンが描かれている。また、「カフェー燈台」マスターの増野や猪爪(旧姓:米谷)花江の両親、桜川家の執事である岸田などが東京大空襲で犠牲になっている。
- 終りに見た街 - 2005年、テレビ朝日、詳細は上記を参照
- 東京大空襲 - 2008年、日本テレビ。監修海老名香葉子。
- 3月10日東京大空襲 語られなかった33枚の真実 - 2008年、TBS
- オリンピックの身代金 - 2013年、テレビ朝日、奥田英朗原作。主人公の落合昌夫が15歳の時に、妹の有美と共に東京大空襲に遭遇し、母が亡くなるという回想場面が存在する（ちなみにこのエピソードはドラマオリジナル要素であり、原作では落合昌夫の過去について言及されていない）。
- 東京が戦場になった日 - 2014年、NHK

アニメ
- ふたつの胡桃 - 2007年、テレビ朝日

絵本
- せんそう・1945年3月10日 東京大空襲のこと（2014年東京書籍 / 塚本千恵子 / 文・塚本やすし / 作・絵）

漫画
- 3月のライオン昭和異聞 灼熱の時代（白泉社 / 西川秀明 / 原案・監修：羽海野チカ） - 第3巻（2016年10月5日発行）の回想シーンに、1945年（昭和20年）3月10日の夜間空襲（下町空襲）の描写がある。